# Tanach
Tanach oder Tenach (hebräisch תנ״ך TNK) ist eine von mehreren Bezeichnungen für die Hebräische Bibel, die Sammlung heiliger Schriften des Judentums. Der Tanach besteht aus den Hauptteilen Tora (Weisung), Neviʾim (Propheten) und Ketuvim (Schriften). TNK ist das Akronym der Anfangsbuchstaben dieser Hauptteile (תנ״ך).
Der Tanach enthält insgesamt 24 in hebräischer Sprache verfasste Bücher; zwei Bücher davon enthalten auch längere aramäische Textpassagen. Tora und Neviʾim werden im jüdischen Gottesdienst am Schabbat in der Synagoge regelmäßig für Schriftlesungen verwendet. Aus der Tora wird fortlaufend in Wochenabschnitten vorgelesen, so dass im Laufe eines Jahres die gesamte Tora vorgetragen wird. Zu jedem Tora-Wochenabschnitt (Parascha) gehört ein ausgewählter kürzerer Prophetentext (Haftara), der jeweils anschließend vorgetragen wird. Aus dem dritten Hauptteil, den Schriften, werden besonders die Psalmen (Tehillim) liturgisch verwendet sowie die fünf Festrollen zu den fünf Festen Pessach (Schir haSchirim), Schawuot (Rut), 9. Av (ʾEcha), Sukkot (Kohelet) und Purim (ʾEster).
Das Christentum hat alle Bücher des Tanach übernommen und – in anderer Anordnung – als Altes Testament kanonisiert.

## Namen
„TNK“ ist ein Akronym, das aus den hebräischen Anfangsbuchstaben der Namen der drei Hauptteile zusammengesetzt ist. Die Konsonanten Taw ת, Nun נ und Kaph כ (Schlussform: ך) werden vokalisiert zu Tanach oder Tenach ([taˈnaχ] oder [təˈnaχ]); der Schlusskonsonant wird als Reibelaut [⁠χ⁠] („ach“-Laut) ausgesprochen. Diese Bezeichnung für die heiligen Schriften des Judentums ist erst seit dem Mittelalter bezeugt.
Eine ältere Bezeichnung, heute synonym mit Tanach verwendet, lautet Mikraʾ מִקְרָא ‚das Vorlesen, die Rezitation des heiligen Textes‘ (vgl. bereits Neh 8,8 ).

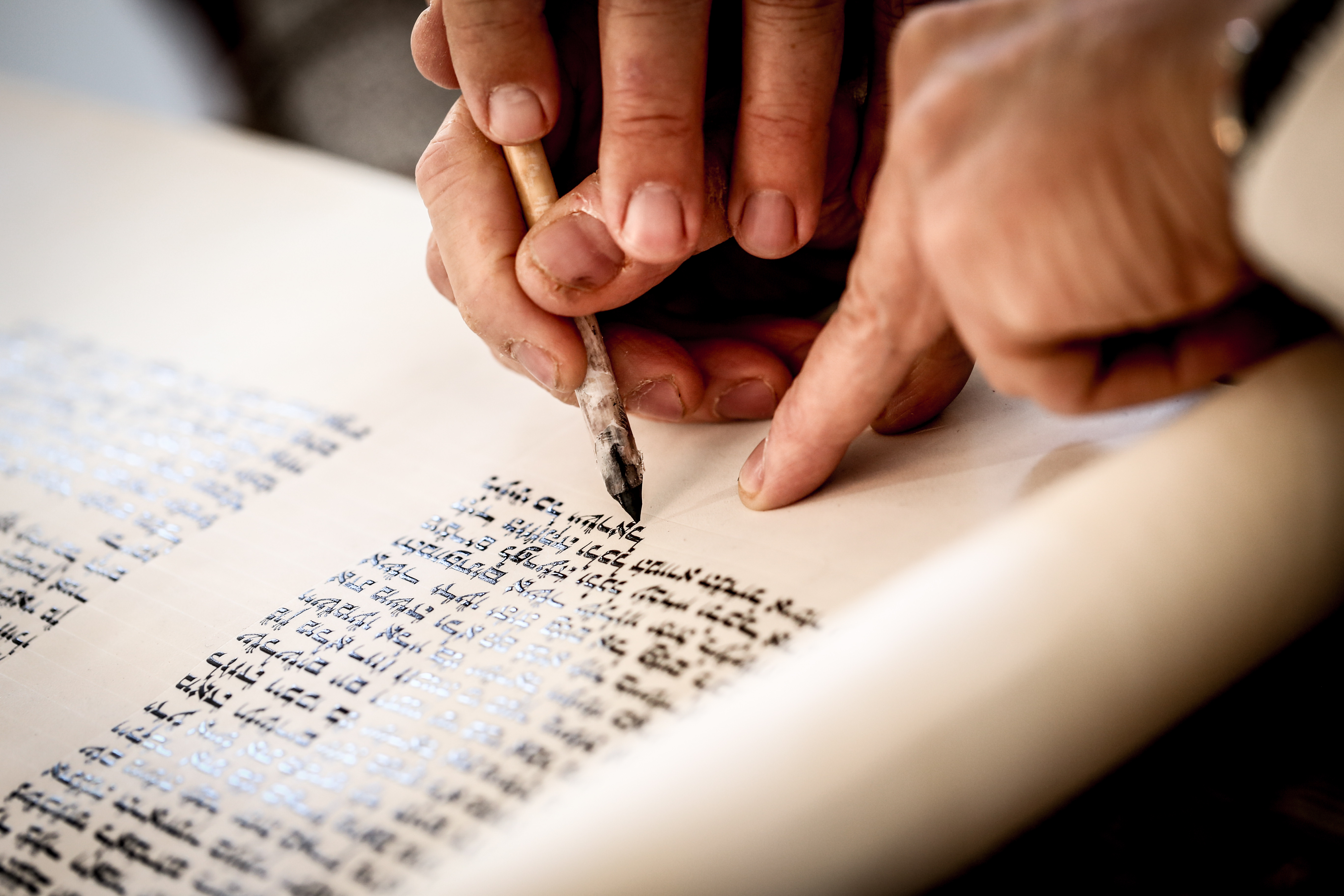
Torarollen erfüllen alle Kriterien für Kitve haKodesch

In der rabbinischen Literatur begegnet man auch der Formulierung Kitve haKodesch כִּתְבֵי הַקּוֹדֶשׁ ‚Schriften des Heiligtums‘. Diese Bezeichnung erinnert daran, dass während des Bestehens des Jerusalemer Tempels die dortigen Priester über die Tauglichkeit von Schriftrollen entschieden. Im Tempel wurden wahrscheinlich Musterhandschriften verwahrt. Kitve haKodesch sind, bezogen auf die eigene Zeit der Rabbinen, Manuskripte, die bestimmte Kriterien erfüllen, welche sie für die Liturgie geeignet machen. Nach Mischna Jadajim 4,5 müssen Kitve haKodesch auf Hebräisch oder Aramäisch geschrieben sein, in Quadratschrift, auf einer Leder-/Pergamentrolle und mit Tinte.

## Aufbau
| Die 24 Bücher des Tanach (TaNaKh) |
| --- |
| Tora (Weisung, Lehre) |
| - Bereschit („Im Anfang“) - Schemot („Namen“) - Wajikra („Und er rief“) - Bemidbar („In der Wüste“) - Devarim („Worte“)                                                                 |
| Nevi’im (Propheten) |
| - Jehoschua - Schoftim - Schmuʾel (1–2 Sam als ein Buch) - Melachim (1–2 Kön als ein Buch) - Jeschajahu - Jirmejahu - Jechezkel - Tre ʿaśar                                             |
| Ketuvim (Schriften) |
| - Tehillim - ʾIjov - Mischle - Die fünf Megillot - Rut - Schir haSchirim - Kohelet - ʾEcha - ʾEster - Daniel - ʿEzra (mit Nechemja als ein Buch) - Divre Hajamim (1–2 Chr als ein Buch) |
| Reihenfolge nach BHS; kann sich je nach Ausgabe unterscheiden. |

Die drei Hauptteile des Tanach (Tora, Neviʾim und Ketuvim) sind in der Reihenfolge ihrer Kanonisierung angeordnet. Die Tora (hebräisch תּוֹרָה ‚Weisung, Lehre‚ Gesetz‘) ist innerhalb des Tanach von überragender Bedeutung. Sie wird auch „Pentateuch“ (altgriechisch Πεντάτευχος Pentáteuchos, deutsch ‚Fünfbuch‘) oder als hebräische Ausgabe in Buchform hebräisch חומש Chumasch, deutsch ‚fünf‘ genannt. Die beiden später entstandenen Teile Neviʾim und Ketuvim sind auf die Tora bezogen.

### Tora
Die letzten Verse des Buchs Devarim (Dtn 34,10–12 ) machen als Schlusstext der Tora einige zentrale Aussagen:
1. „Die Mosetora ist unvergleichliche, unüberbietbare und ewig gültige Offenbarung und Lebensweisung.“[8]
2. Die Propheten, von denen der zweite Hauptteil des Tanach (Neviʾim) handelt, sind geringer als Mose.
3. Unvergleichlich ist auch die von JHWH gewirkte Befreiung aus Ägypten unter Führung des Mose; sie ist das Grunddatum der Geschichte Israels.

### Neviʾim
Die Büchergruppe Neviʾim (hebräisch נְבִיאִים ‚Propheten‘) lässt sich in zwei Untergruppen teilen. Die Neviʾim rischonim (hebräisch נְבִיאִים רִאשׁוֹנִים ‚Vordere Propheten‘) sind die Bücher Jehoschuaʿ bis Melachim. Sie werden in christlichen Bibeln als Geschichts-, nicht als Prophetenbücher eingeordnet. Die Neviʾim ʾacharonim (hebräisch נְבִיאִים אֲחָרוֹנִים ‚Hintere Propheten‘) umfassen die Bücher Jeschaʿjahu bis Zwölfprophetenbuch. Diese Einteilung in „vordere“ und „hintere“ Propheten findet sich erst im frühen hebräischen Bibeldruck (Soncino 1485). Neviʾim rischonim und Neviʾim ʾacharonim bedeuteten bis dahin zeitlich früher bzw. später aufgetretene Propheten. „Die frühen Drucke nehmen damit die chronologische Unterscheidung der Rabbinen … auf, wenden sie aber auf die Zusammenstellung der biblischen Bücher in den Bibel-Codices an.“

#### Vordere Propheten
Als Vordere Propheten bezeichnet man die Bücher Jehoschuaʿ (יְהוֹשֻׁעַ), Schoftim (שֹׁפְטִים), Schemuʾel (שְׁמוּאֵל) und Melachim (מְלָכִים). Die Bücher Schemuʾel und Melachim wurden in der antiken griechischen Übersetzung (Septuaginta) geteilt und als Bücher ΒΑΣΙΛΕΙΩΝ Α–Δ ‚der Könige 1–4‘ gezählt (in deutschsprachigen christlichen Bibeln 1. Buch Samuel und 2. Buch Samuel bzw. 1. Buch der Könige und 2. Buch der Könige). In der hebräischen Handschriftentradition sowie im frühen hebräischen Bibeldruck gibt es die Teilung der Bücher Schemuʾel und Melachim jedoch nicht, sondern erst in der zweiten Ausgabe der Mikraot Gedolot Venedig 1525. Sie wurde dann in spätere Tanach-Drucke übernommen und ist seitdem allgemein üblich.
Alle vier Vorderen Propheten zusammen genommen erzählen die Geschichte der Reiche Israel und Juda von der Geburt Samuels bis zum Babylonischen Exil. In den Büchern der Vorderen Propheten treten immer wieder Prophetengestalten auf, die als legitime Nachfolger des Toraempfängers und Propheten Mose (siehe Dtn 18,18 ; und Dtn 34,10 ) gezeichnet werden. So erinnern Samuel, Natan, Ahija von Schilo, der namenlose Gottesmann aus Juda, Micha ben Jimla, Elija, Elischa und die Prophetin Hulda an den in der Tora geoffenbarten Gotteswillen und begründen damit ihr Eingreifen. Sie treten mit Drohung oder Verheißung den Königen Israels und Judas gegenüber.
Die vier Bücher der Vorderen Propheten werden in der historisch-kritischen Bibelwissenschaft meist zum Deuteronomistischen Geschichtswerk gerechnet.

#### Hintere Propheten
Die Hinteren Propheten sind vor allem Sammlungen von Prophetensprüchen. Auch sie umfassen vier Bücher, nämlich Jeschaʿjahu (יְשַׁעְיָהוּ), Jirmejahu (יִרְמְיָהוּ), Jechezkeʾl (יְחֶזְקֵאל) und Tre ʿaśar (aramäisch: תְּרֵי עֲשַׂר „zwölf“). Es handelt sich um die Bücher der klassischen Schriftprophetie. Diese deuten die Geschichte Israels nicht als bloße Erinnerung an Vergangenes, sondern als Verheißung. Ihre Botschaft wendet sich meist nicht an die Könige, sondern die Allgemeinheit.
Auch der zweite Hauptteil des Tanach besitzt mit Mal 3,22–24  ein programmatisches Schlusswort. Die Propheten, deren Prototyp Elija ist, rufen demnach die Mosetora in Erinnerung und machen ganz Israel zu einer (endzeitlichen) Tora-Lerngemeinschaft. Malʾachi, dem diese Worte zugeschrieben werden, gilt in der jüdischen Tradition als der letzte Prophet, mit dem die Zeit der Prophetie (vorläufig, bis zum Anbruch der Endzeit) geendet habe. Wichtig ist der Rückbezug auf Mose, der zugleich eine Klammer um den Hauptteil Neviʾim bildet, da der Anfang des Buchs Jehoschuaʿ sich auf Mose zurückbezieht.

### Ketuvim
Die Ketuvim (auch Ketubim, Ketuwim, hebräisch כְּתוּבִים ‚Schriften‘) bilden den dritten Hauptteil des Tanach. Sie wurden von christlichen Autoren der Spätantike (Epiphanios von Salamis, Hieronymus) auch als Hagiographen (altgriechisch ἁγιόγραφα hagiógrapha, deutsch ‚heilige Schriften‘) bezeichnet.
Zu den Ketuvim zählen elf Bücher:
- die Dreiergruppe Tehillim (Psalmen), Mischle (Sprüche) und ʾIjov – sie weisen ein eigenes Akzentsystem auf, das sich von dem der übrigen 21 Büchern des Tanach unterscheidet. Sie sind unter dem Merkwort ʾEMeT (אמ״ת) bekannt. Weitere Bezeichnungen dieser Dreiergruppe sind „Dichtungen“ (Piwutim) und TaʾAM (תע״ם). Wie die beiden Merkworte ʾEMeT und TaʾAM schon andeuten, war die Reihenfolge der drei Bücher variabel.[16]
- die fünf Megillot Rut רוּת, Hoheslied (Schir haSchirim, שִׁיר הַשִּׁירִים), Kohelet (קֹהֶלֶת), Klagelieder Jeremias (Echa, אֵיכָה) und ʾEster (אֶסְתֵּר). Je eines dieser Bücher wird bei einem der jüdischen Feste Schawuot (Rut), Pessach (Schir haSchirim), Sukkot (Kohelet), Tischa beAv (ʾEcha) und Purim (ʾEster) gelesen. Die Zusammenstellung der Megillot ist frühmittelalterlich: Kohelet wurde erst im 10. Jahrhundert als Lesung von Sukkot festgelegt, und in den masoretischen Handschriften begegnen die fünf Megillot als Gruppe seit dem 11. Jahrhundert.[17]
- die drei übrigen Bücher – Danijʾel (דָּנִיֵּאל), ʿEzraʾ (עֶזְרָא) sowie Divre haJamim (דִּבְרֵי הַיָּמִים).

Divre haJamim, das Chronikbuch, behandelt dieselbe Zeit wie das Buch Könige (Melachim), führt aber über das Ende des Babylonischen Exils hinaus bis zur Rückkehrerlaubnis für die Exilierten. Es wurde an das Ende des dritten Hauptteils gestellt. So kann das Kyros-Edikt zur Freilassung der exilierten Juden mit der Erlaubnis zum Wiederaufbau des Jerusalemer Tempels um 539 v. Chr. als programmatischer Abschluss des Tanach verstanden werden: Die Heilsgeschichte JHWHs zielt auf ein erneuertes Leben seines erwählten Volkes im Land der Verheißung mit dem Zentrum Jerusalem. (Diese Deutung ist allerdings insoweit zu relativieren, dass die Anordnung der Ketuvim in der jüdischen Tradition sehr variabel blieb. So steht die Chronik im Codex von Aleppo sowie im Codex Leningradensis nicht am Ende, sondern am Anfang der Ketuvim, vor den Psalmen.)

## Entstehung des dreiteiligen Kanons
Die Kanonisierung des Tanach war ein über Jahrhunderte währender Prozess. In der nachexilischen Zeit war die Tora gemeinsame „Heilige Schrift“ für Juden und Samaritaner. Dann wurde die Kanonisierung der Prophetenbücher (Neviʾim) abgeschlossen, und danach erst die Schriften des dritten Hauptteils (Ketuvim). Die Bücher Danijʾel, ʿEzraʾ und Divre haJamim gehören ihrem Inhalt nach zum zweiten Hauptteil Neviʾim, aber sie konnten hier nicht mehr eingeordnet werden, da der Umfang der Neviʾim bereits feststand. Ihre jetzige Einordnung im dritten Hauptteil Ketuvim weist also auf die schubweise Kanonisierung des dreiteiligen Tanach hin. Die beiden jüngeren Hauptteile des Tanach wurden von den Samaritanern und von Sadduzäern nicht als kanonisch anerkannt.
Die Reihenfolge der fünf Bücher der Tora ist stabil, und weitgehend auch die Reihenfolge der Prophetenbücher, aber die Reihenfolge der Propheten innerhalb von Tre ʿaśar, dem letzten Buch des Hauptteils Neviʾim, kann unterschiedlich sein. Sehr variabel bleibt die Anordnung der Ketuvim. Das jüngste Buch im Tanach ist das Buch Danijʾel, dessen Endredaktion auf etwa 167/165 v. Chr. datiert wird.
Über den Zeitpunkt der Kanonisierung der Ketuvim besteht kein Konsens. Marc Zvi Brettler beispielsweise nimmt an, der Kanonisierungsprozess sei vor Ende des 1. Jahrhunderts n. Chr. abgeschlossen gewesen. Timothy H. Lim dagegen plädiert für einen de-facto-Abschluss des jüdischen Kanon erst im 2./3. Jahrhundert n. Chr. Die wichtigsten antiken Quellen zu diesem Kanonisierungsprozess sind Jesus Sirach (Prolog), Flavius Josephus und das 4. Buch Esra:
- Im um 130 v. Chr. entstandenen griechischen Prolog zum Buch Jesus Sirach wird erstmals eine Dreiteilung der jüdischen heiligen Schriften bezeugt: Gesetz, Propheten und „andere Bücher“. Dieser dritte Teil war noch nicht fest umrissen.[25]
- Um 93 n. Chr. schrieb Flavius Josephus in seinem apologetischen Werk Über die Ursprünglichkeit des Judentums (Contra Apionem), es gebe im Gegensatz zu den „Tausenden“ einander widersprechenden Werken der griechischen Historiker im Judentum „nicht mehr als zweiundzwanzig Bücher, welche die Niederschrift des ganzen Zeitraums enthalten und zu Recht Vertrauen gefunden haben. Und von diesen stammen fünf von Mose, welche die Gesetze umfassen und die Überlieferung vom Ursprung der Menschheit bis zu seinem eigenen Ende …. Vom Tod des Mose bis zur Herrschaft des Artaxerxes … haben die auf Mose folgenden Propheten die Begebenheiten ihrer Zeit aufgezeichnet in dreizehn Büchern; die übrigen vier enthalten Hymnen an Gott und Lebensanweisungen für die Menschen.“[26] Genau genommen geht es Josephus an dieser Stelle nicht um einen Kanon, sondern um die Zuverlässigkeit der jüdischen Geschichtsschreibung, die von Mose und aufeinander folgenden Propheten-Historikern aufgezeichnet worden sei. Man kann vermuten, dass er auf die Zahl 22 Wert legte, weil dies die Zahl der Buchstaben des hebräischen Alphabets ist. Um auf 22 zu kommen, könnte er die Bücher Samuel, Könige, Chronik, Esra/Nehemia, das Zwölfprophetenbuch, Richter/Rut und Jeremia/Klagelieder als je ein Buch gezählt haben. Aber sicher ist das nicht. Zur dritten Gruppe rechnete Josephus das Buch der Psalmen und das Buch der Sprichwörter, vielleicht Ijob – und womöglich Jesus Sirach.[27]
- Das Ende des 1. Jahrhunderts n. Chr. geschriebene 4. Buch Esra dagegen unterschied 24 für die Allgemeinheit zugängliche heilige Bücher und 70 weitere Schriften, die nur die Weisen lesen dürften.[28] Auf die Zahl 24 kam der Verfasser wahrscheinlich, indem er wie der mittelalterliche rabbinische Kanon Richter, Rut, Jeremia und Klagelieder einzeln zählte. Er erreichte so eine Analogie zu den zwölf Stämmen Israels und dem in zwölf Monate geteilten Jahreszyklus.[29]

Die früheste jüdische Kanonliste, welche die 24 Bücher namentlich nennt und ihnen Verfasser zuordnet, findet sich dann im Babylonischen Talmud:
- Neviʾim: Jehoschua (Josua), Schoftim (Richter), Schemuʾel (Samuelbuch), Melachim (Königebuch), Jirmejahu (Jeremia), Jechezkeʾl (Ezechiel), Jeschaʿjahu (Jesaja), Tre ʿaśar (Zwölfprophetenbuch).
- Ketuvim: Rut, Tehillim (Psalmen), ʾIjov (Ijob), Mischle (Sprüche), Kohelet, Schir haSchirim (Hoheslied), ʾEcha (Klagelieder), Danijʾel (Daniel), ʾEster, ʿEzraʾ (Esra-Nehemia-Buch), Divre haJamim (Chronikbuch).

Es handelt sich um eine anonyme Baraita, über deren Datierung kein Konsens besteht. Die Abfolge der Bücher der Tora wird als bekannt vorausgesetzt und nicht erwähnt. Wahrscheinlich hielten die Rabbinen es aber für notwendig, eine Büchersequenz von Neviʾim und Ketuvim festzulegen, als es üblich wurde, mehrere Bücher auf eine Buchrolle zu schreiben. Zwei Ordnungsprinzipien wurden kombiniert: bei den historischen Büchern die geschichtliche Abfolge, bei den übrigen der Umfang des Buches (in abnehmender Folge).
Aus christlicher Außenperspektive beschrieb Hieronymus den dreiteiligen Kanon der Hebräischen Bibel um 390:
1. Fünf Bücher Mose, die Thorath, Gesetz, genannt werden: Genesis, Exodus, Levitikus, Numeri, Deuteronomium;
2. Der zweite Teil der Propheten: Josua, Richter mit Rut, Samuelbuch, Königebuch, Jesaja, Jeremia,[33] Ezechiel, Zwölfprophetenbuch;
3. Der dritte Teil, die heiligen Schriften (Hagiographen): Ijob, Psalmen, Salamon (= Sprüche, Kohelet, Hoheslied), Daniel, Chronikbuch, Esra-Nehemia-Buch, Ester.

Diese Aufstellung ist der talmudischen Baraita recht ähnlich. Rut und Klagelieder werden jeweils Prophetenbüchern zugeordnet und deshalb im zweiten Hauptteil einsortiert; die Reihenfolge der Neviʾim und Ketuvim weicht etwas ab: Jesaja rückt zwei Plätze nach vorne, Ijob und Psalmen tauschen die Plätze, Esra-Nehemia und Ester rücken ans Ende.

## Vorgeschichte des Konsonantentextes

### Tora
Die vor allem im Protestantismus beheimatete klassische Literarkritik geht davon aus, dass der Pentateuch „nicht in einem einzigen Formulierungsvorgang entstanden sein kann und nicht ein von Anfang bis Ende konsequent auf Kohärenz durchredigiertes Werk ist.“ Sie begründet das mit Störungen im Lesefluss, Spannungen und Widersprüchen im Text. Dabei ist sie vorrangig an erzählenden Texten, weniger an den umfangreichen Gesetzessammlungen interessiert. Zur Erklärung hat sie drei Grundmodelle anzubieten:
- Fortschreibungshypothese: Eine Grundschrift, die die große Erzählung von der Erschaffung der Welt bis zum Tod des Mose enthielt, wurde an zahlreichen Stellen erweitert.
- Quellenhypothese: Der Pentateuch ist aus mehreren (klassisch in der Neueren Urkundenhypothese: vier) Quellenschriften zusammengearbeitet worden, die teilweise parallel laufen und die gleichen Ereignisse erzählten (Beispiel: Sintflut).
- Fragmentenhypothese: Es gab zunächst keine große Erzählung, sondern einzelne erst mündlich, später schriftlich überlieferte Erzählkränze (um Abraham, Jakob, die Wüstenwanderung usw.). Eine Redaktion stellte aus diesen ursprünglich ganz verschiedenartigen Texten die Erzählung von der Schöpfung bis zum Tod des Mose zusammen, was über einen längeren Zeitraum geschah und unter Einarbeitung weiteren Materials.[37]

Aufbauend auf den Arbeiten von Albrecht Alt und Martin Noth, ergab sich im 20. Jahrhundert mit der Fragmentenhypothese folgendes Bild der Anfänge Israels, das durch den Pentateuch, kritisch gelesen, sozusagen durchscheine: Der Tanach enthält demnach unterschiedliche Traditionen der einzelnen Stämme von Halbnomaden, die sich um den Glauben an den Gott JHWH im Raum des heutigen Palästina zu einem Volk vereinten. Dazu gehören Ortsätiologien, Kultsagen, Erinnerungen an Siege und Niederlagen aller Art und Gebotssammlungen. Sie wurden von verschiedenen Autoren redaktionell zu einer Gesamtgeschichte Israels verbunden. Einige Schichten des Tanach spiegeln andere als die jahwistische Tradition wider. Bei der Einwanderung der Halbnomadenstämme in das Kulturland Kanaan brachte jeder Stamm seinen Sippengott mit. Diese wurden erst miteinander und dann mit der Gotteserfahrung der Hebräer aus dem Raum Ägyptens und der Sinai-Halbinsel verschmolzen (Ex 3), zum Teil aber auch zusammen mit Gottheiten der Kanaanäer synkretisch verehrt. Während etwa die Schöpfergottheit des kanaanäischen Pantheons El problemlos mit JHWH identifiziert werden konnte (Gen 14,17-18 ), wurden Fruchtbarkeits- und Astralgötter wie Baal, Astarte, Marduk und anderen als der eigenen Glaubensidentität fremd abgelehnt. Die einheitsstiftende Rolle des Monotheismus des ersten Gebots setzte sich erst allmählich in Israel durch.
Jüdische Bibelwissenschaftler waren durch die von christlichen Alttestamentlern vertretenen Entstehungsmodelle der Tora stark herausgefordert. Benno Jacob beispielsweise lehnte die Quellenhypothese gänzlich ab und erklärte, das Buch Bereschit (Genesis) sei von einem Verfasser „in Einem Geiste entworfen, durchdacht und durchgearbeitet.“ Martin Buber meinte, die Tora sei ein einheitliches Werk; dass aber Mose der Verfasser gewesen sei, könne er nicht glauben. „Wir nennen ihn unter uns mit dem Sigel, mit dem die kritische Wissenschaft ihren angenommenen abschließenden Redaktor bezeichnet: R. Aber wir ergänzen dieses R … zu Rabbenu [= unser Lehrer]. Denn, wer er auch war …, er ist unser Lehrer, seine Theologie unsere Lehre …“ Yehezkel Kaufmann stimmte der Quellenhypothese grundsätzlich zu. Aber er betonte, dass der Monotheismus eine Besonderheit Israels sei, die sich nicht allmählich herausgebildet habe, sondern schon die Frühzeit kennzeichne. Der Pentateuch und insbesondere die Priesterschrift geben laut Kaufmann ein getreues Bild des vorexilischen Israel, sie seien im Wesentlichen in der frühen Königszeit, wenn nicht noch früher entstanden. Kaufmanns Frühdatierung der Priesterschrift war nicht kompatibel mit den Grundannahmen der Neueren Urkundenhypothese. Daher wurden Kaufmann und seine akademischen Schüler in der deutschsprachigen historisch-kritischen Bibelwissenschaft teils nicht rezipiert, teils als fundamentalistisch eingeordnet. Hier setzte in den 1990er Jahren ein Umdenken ein. Wichtige akademische Schüler Kaufmanns in Israel sind Moshe Greenberg, Menachem Haran, Israel Knohl und Baruch Schwartz, in den Vereinigten Staaten Jacob Milgrom.

### Neviʾim und Ketuvim
Auch für andere Texte des Tanach werden Vorformen vermutet. Als Hinweis darauf gelten leichte Abweichungen zwischen innerbiblischen Paralleltexten. Die Ähnlichkeit der Prophetenworte Jes 2,2-4  und Mi 4,1-5  beispielsweise wurde in der älteren Forschung so interpretiert, dass es sich um einen Ausspruch Jesajas im 8. Jahrhundert handle, der später für die Einfügung ins Buch Micha adaptiert worden sei. Dann entwickelte sich ein weitgehender Konsens, dass es sich bei diesem Prophetenspruch um eine exilisch-nachexilische Komposition handle, die in beide Prophetenbücher eingefügt worden sei. Man wurde nun darauf aufmerksam, wie dieses Prophetenwort jeweils in seinen Kontext Jes 2–4 und Mi 4–5 eingebettet ist. Nun ließ sich beobachten, dass Jes 2–4 und Mi 4–5 aufeinander bezogen sind und in eine Art Dialog miteinander treten.
Einzelquellen ganz verschiedener Art wurden, so Martin Noth und seine Schule, im und nach dem Exil zu größeren Einheiten wie dem Deuteronomischen Geschichtswerk verbunden. Als Quellen des Deuteronomistischen Geschichtswerks nennt Werner H. Schmidt Erzählkränze, einzelne Geschichten aus der Zeit der Landnahme, Geschichten von Davids Aufstieg und Davids Thronfolge sowie einen „Zyklus der Elija- und Elischageschichten“. Für die Zeit der Königreiche Israel und Juda nimmt er eine synchronistische Chronik an, die vielleicht auf offizielle Annalen zurückgreifen konnte, sowie Prophetenerzählungen in lockerer Anordnung.
Zum Bestand der Ketuvim gehören neben den späten Schriften Daniel, Esra/Nehemia, Ester und dem Chronikbuch auch sehr alte Einzelpsalmen und Sprichwörtersammlungen, wobei die Komposition des Buchs der Psalmen und des Buchs der Sprichwörter als deutlich jünger gilt.

## Festigung und Sicherung des Textes
In der Textgeschichte der Hebräischen Bibel lassen sich drei Phasen unterscheiden:
1. Der am Jerusalemer Heiligtum tradierte Text gewinnt gegenüber anderen Texttypen an Prestige, wobei die Rechtschreibung noch nicht festgelegt ist (3. Jahrhundert v. Chr. bis 70 n. Chr.). Er wird als protomasoretisch bezeichnet.
2. Nach der Zerstörung Jerusalems wird der protomasoretische Text im Judentum zum autoritativen Text, und seine Schreibung wird vereinheitlicht (70 n. Chr. bis 7. Jahrhundert n. Chr.).
3. Die Aussprache wird durch Hinzufügung von Vokalzeichen festgelegt, die Masora stellt Hilfsmittel zur Textsicherung bereit (ab 8. Jahrhundert n. Chr.). Diese Textversion wird als Masoretischer Text bezeichnet.

### Antike Textzeugen
Der älteste erhaltene Text des Tanach sind der Aaronitische Segen und ein weiterer Segen in den Silberrollen von Ketef Hinnom, der von dem Ausgräber Gabriel Barkay und der Epigraphikerin Ada Yardeni in das 7./6. Jahrhundert v. Chr. datiert werden, während andere eine Entstehung in der Perserzeit oder hellenistischen Zeit für wahrscheinlicher halten.

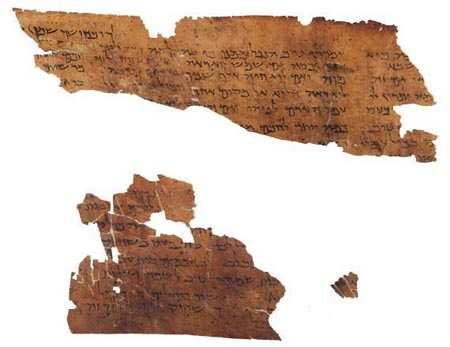
4QQoh^{a} (= 4Q109)

Die ältesten bekannten zusammenhängenden Texte der Hebräischen Bibel finden sich im Textkorpus der Schriftrollen vom Toten Meer. Bis auf das Buch Ester sind alle Schriften des späteren jüdischen Kanon bezeugt, neben anderen Schriften, die im späteren Judentum nicht als kanonisch galten, wie dem Buch der Jubiläen und der Henochliteratur. Wenn man davon ausgeht, dass zentrale Bücher häufiger kopiert wurden als weniger wichtige, zeichnet sich im Qumran-Textkorpus eine Präferenz für die fünf Bücher der Tora (hier besonders: Deuteronomium), das Buch der Psalmen und Jesaja ab. Das Jubiläenbuch ist mit doppelt so vielen Exemplaren vertreten wie Jeremia oder Ezechiel. Daniel Stökl Ben Ezra deutet diesen Befund so, dass ein Kernbestand kanonischer Schriften bereits feststand, aber die Grauzonen um ihn herum noch erheblich waren.
Zu den ältesten biblischen Manuskripten aus Qumran zählen:
- um 250 v. Chr: 4QEx-Levf (= 4Q17), 4QpalaeoDtns (= 4Q46), 4QSamb (= 4Q52)
- 3. oder 2. Jahrhundert v. Chr: 6QpalaeoGen (= 6Q1), 6QpalaeoLev (= 6Q2), 4QExd (= 4Q15), 4QDtna (= 4Q28), 4QJera (= 4Q70), 4QJerb (= 4Q71), 4QPsa (= 4Q83), 4QpalaeoJobc (= 4Q101), 4QQoha (= 4Q109).

Die 7,34 m lange Große Jesajarolle enthält das vollständige Jesajabuch (66 Kapitel). Sie wird von Emanuel Tov einer Qumran-Schreiberschule zugerechnet, die sich gegenüber der Vorlage einige Freiheiten nahm. Das beschränkt sich nicht nur auf die Rechtschreibung. Man findet auch „eine Reihe von interpretativen Varianten, die sich als aktualisierende Bezugnahmen auf die Zeit des Schreibers [spätes 2. Jahrhundert v. Chr.] zu erkennen geben und offensichtlich von ihm selbst stammen.“ Die schlechter erhaltene Kleine Jesajarolle dagegen weicht nur minimal von den 1100 Jahre jüngeren masoretischen Bibelhandschriften ab (protomasoretischer Texttyp). Die Kleine Jesajarolle belegt somit eine enorme Disziplin und Genauigkeit der generationenlangen Abschriften von Bibeltexten.
Für das Textkorpus der elf Qumranhöhlen lässt sich feststellen, dass nur etwa 12 Prozent auf Papyrus geschrieben wurde. Oft waren das Alltagstexte. Leder- bzw. Pergamentrollen waren also in dieser antiken jüdischen Bibliothek bei weitem häufiger und wurden für biblische Texte bevorzugt.

### Durchsetzung des protomasoretischen Textes

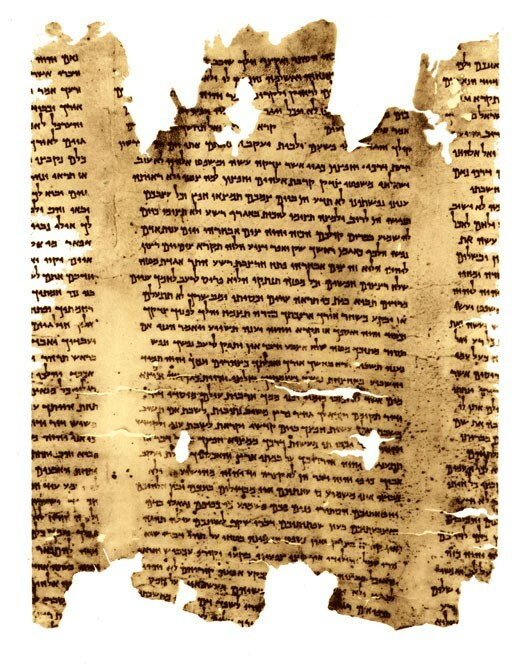
1QIsa^{b} (Kleine Jesajarolle)

Die Textgeschichte der Hebräischen Bibel in der Antike kann man sich wie ein breites Flussbett vorstellen. Mehrere Ströme (Texttypen) fließen parallel darin, mischen sich manchmal und trennen sich wieder.
Man nimmt an, dass der protomasoretische Text der „Text des Heiligtums“ war, d. h. im Umkreis des Jerusalemer Tempels in besonderem Maße gepflegt und tradiert wurde. Dieser Text hatte aber kein Monopol. Nachdem der Jerusalemer Hohepriester und Ethnarch Johannes Hyrkanos I. 111/110 v. Chr. das samaritanische Heiligtum auf dem Berg Garizim zerstört hatte, war der Bruch zwischen beiden Glaubensgemeinschaften perfekt. Die samaritanische Priesterschaft hatte womöglich schon früher Torarollen ausgewählt, die sie fortan als die wahre Tora des Mose tradierte. Dieser präsamaritanische Text war in hellenistischer Zeit neben dem Jerusalemer protomasoretischen Text ebenfalls im Umlauf. Er empfahl sich vielleicht aus samaritanischer Sicht durch seine (dank harmonisierender Lesarten) leichtere Verständlichkeit.
Die Übersetzung der Bücher des Tanach ins Altgriechische (Koine) war ein komplexer Vorgang, der sich über einen längeren Zeitraum hinzog. Daran waren Personen beteiligt, die ein elegantes Griechisch schrieben, während andere eine eher hölzerne Übersetzung ablieferten. Durch die Schriftrollen vom Toten Meer ist nun ein Texttyp bekannt geworden, welcher der hebräischen Vorlage der Septuaginta nahesteht. Manche Vorlagen der Septuaginta gelten als Repräsentanten eines Textes, der vom „in Jerusalem autorisierten Standardtext“ abweicht und älter ist als dieser.
Durch die Qumran-Textfunde ist die Arbeit der biblischen Textkritik komplexer geworden. Früher hatte man angestrebt, den Text zurückzugewinnen, der von der Endredaktion eines biblischen Buches sozusagen an die Kopisten weitergereicht wurde. Was bis dahin an Textveränderungen geschehen war, hätte als beabsichtigt gegolten (und wäre Thema der Literar- und Redaktionskritik gewesen), was nach diesem Übergabepunkt an Textveränderung geschah, wäre als Fehler der Kopisten angesehen worden. Doch nun sieht es so aus, dass anstelle eines Übergabezeitpunkts eher mit einem Übergabezeitraum zu rechnen ist. Einzelne Bücher des Tanach existierten in mehreren „Auflagen“; Fortschreibungen und Redaktion waren noch im Gange, während Kopien älterer Textfassungen im Umlauf blieben, in denen diese Veränderungen nicht mehr nachgetragen wurden. „Die verschiedenen Textfassungen in der Zeit des Zweiten Tempels belegen, dass wir nicht annehmen können, der Text beispielsweise des Königebuchs, der uns heute vorliegt [= masoretischer Text], sei identisch mit dem Text des Königebuchs bei seiner Niederschrift.“
Solange der Jerusalemer Tempel bestand, scheint es aber kein Problem gewesen zu sein, dass unterschiedliche Fassungen heiliger Schriften in Umlauf waren. Ohnehin war die Rechtschreibung (plene oder defektiv) variabel. Aber nach den Erschütterungen der Zerstörung Jerusalems im Jüdischen Krieg (70 n. Chr.) und des Bar-Kochba-Aufstands (132/35) konzentrierten sich die überlebenden jüdischen Gelehrten auf die Erhaltung der Textfassung des nun zerstörten Heiligtums, also den protomasoretischen Text. Er wurde zum autoritativen Standardtext. Ein Beispiel ist die Zwölfprophetenrolle aus dem Wadi Murabbaʿat (Mur XII 88) aus dem 2. Jahrhundert n. Chr.; der Text stimmt fast vollständig mit mittelalterlichen masoretischen Handschriften überein. Im frühen 2. Jahrhundert n. Chr. erläuterte ein Midrasch, die exakte Schreibweise jedes einzelnen Wortes sei von Bedeutung. Solche Überzeugungen unterstützten die Vereinheitlichung des Konsonantentextes, wenn auch nicht bekannt ist, wie man dabei vorging, also ob z. B. Musterhandschriften kopiert wurden.
Die unabhängigen Texte, die in den Höhlen bei Qumran deponiert wurden, blieben ohne erkennbare Wirkungsgeschichte. Es ist auch nicht mehr aufzuhellen, ob ihre Schreiber abweichende Lesarten selbst erfanden oder aus einer Vorlage übernahmen. Dagegen wurde der Text der Tora in drei Texttypen bis in die Gegenwart tradiert: dem Masoretischen Text, dem Samaritanus und (in griechischer Übersetzung) der Septuaginta. Alle drei lassen sich dank der Schriftrollen von Qumran bis in die hellenistisch-frührömische Zeit zurückverfolgen. Ob der Text der Tora zur Zeit der Niederschrift der Qumran-Textzeugen schon lange in diesen drei Texttypen bestanden hatte, oder das Ergebnis einer frei fließenden Traditions- und Redaktionstätigkeit war, ist ungeklärt.

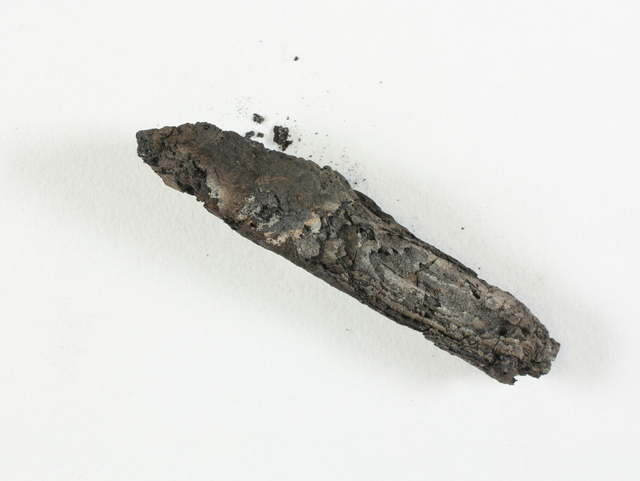
Verkohlte Rolle aus der Synagoge von En Gedi

Zwischen den Schriftrollen vom Toten Meer und den frühmittelalterlichen Codices klafft eine Lücke von mehreren hundert Jahren, aus der nur sehr spärliche Zeugen des protomasoretischen Textes erhalten sind, meist aus dem Pentateuch. Die folgenden Textzeugen werden ins 7./8. Jahrhundert datiert:
- Ms London (Privatbesitz) und Ms Ashkar-Gilson (Duke University) mit Text aus Schemot (Exodus);
- Cambridge University Library: Zwei Fragmente aus der Kairoer Geniza T-SNS 3.21 und T-SNS 4.3 mit Text aus Bereschit (Genesis);
- Staatliche Museen zu Berlin: Papyrus 10598 mit Text aus Schemot (Exodus).

Hinzu kommt eine verkohlte Rolle des Buchs Wajikra (Levitikus) aus der spätantiken Synagoge von En Gedi, die mit der Radiokarbonmethode ins 3./4. Jahrhundert n. Chr. datiert wurde (Foto). Die Verse Lev 1,1-9  und Lev 2,1-11  wurden durch Computertomographie lesbar.
Die einzigen Fragmente von Neviʾim und Ketuvim stammen aus der spätantiken jüdischen Gemeinde im ägyptischen Antinoupolis. Sie enthalten Text aus dem Königebuch und Ijob und sind nur ungefähr ins 3. bis 8. Jahrhundert zu datieren.

### Rolle und Codex
In der Römischen Kaiserzeit kam der Codex neu als Buchform auf. Lagen die biblischen Buchrollen bis dahin nebeneinander in Regalen bzw. in einem Bücherschrank, so konnte die gleiche Textmenge nun zwischen zwei Buchdeckeln aufbewahrt werden. Dieser Vorteil des Codex stellte sich aber erst allmählich heraus; bis etwa 300 n. Chr. gilt: „Große Rollen, kleine Codices“. Es war möglich, den gesamten Pentateuch auf einer Rolle zu schreiben, oder Tehillim und Mischle in einer Buchrolle zu vereinen. Codex und Rolle hatten anfänglich etwa das gleiche Fassungsvermögen.
Das Judentum hielt für seine heiligen Schriften bis ins Frühmittelalter an der Buchrolle fest. Die Masoreten nutzten für die Zusatzinformationen, die sie zum Konsonantentext boten, gezielt den Codex. Die hebräische Bezeichnung des Codex, מִצְחָף miṣḥaf, ist ein Lehnwort aus dem Arabischen (muṣḥaf); dies deutet darauf hin, dass ersten hebräischen Bibelcodices in einem muslimischen Umfeld geschrieben wurden.

### Textsicherung
Bereits die Schriftrollen vom Toten Meer kennen Systeme der Textgliederung: nach einem Hauptabschnitt folgt ein freies Zeilenende, nach einem Unterabschnitt ein größerer Abstand (Spatium), als er zwischen einzelnen Worten eingehalten wird; trifft dies mit dem Zeilenende zusammen, beginnt die neue Zeile mit einer Einrückung (Alinea). Die frühmittelalterlichen Masoreten standen hinsichtlich der Textgliederung somit in einer älteren Tradition, die sie weiterentwickelten. Masoretische Bibelhandschriften kombinierten zwei Gliederungssysteme:
- bezogen auf die Tora: Leseabschnitte für den wöchentlichen synagogalen Vortrag (54 Paraschen nach der einjährigen babylonischen Leseordnung bzw. 167 Sedarim nach der dreijährigen palästinischen Leseordnung);
- bezogen auf den gesamten Tanach: offene (Petucha) und geschlossene (Setuma) Sinnabschnitte; die einzelnen Verse werden am Ende durch das Zeichenpaar Silluq und Sof pasuq markiert.

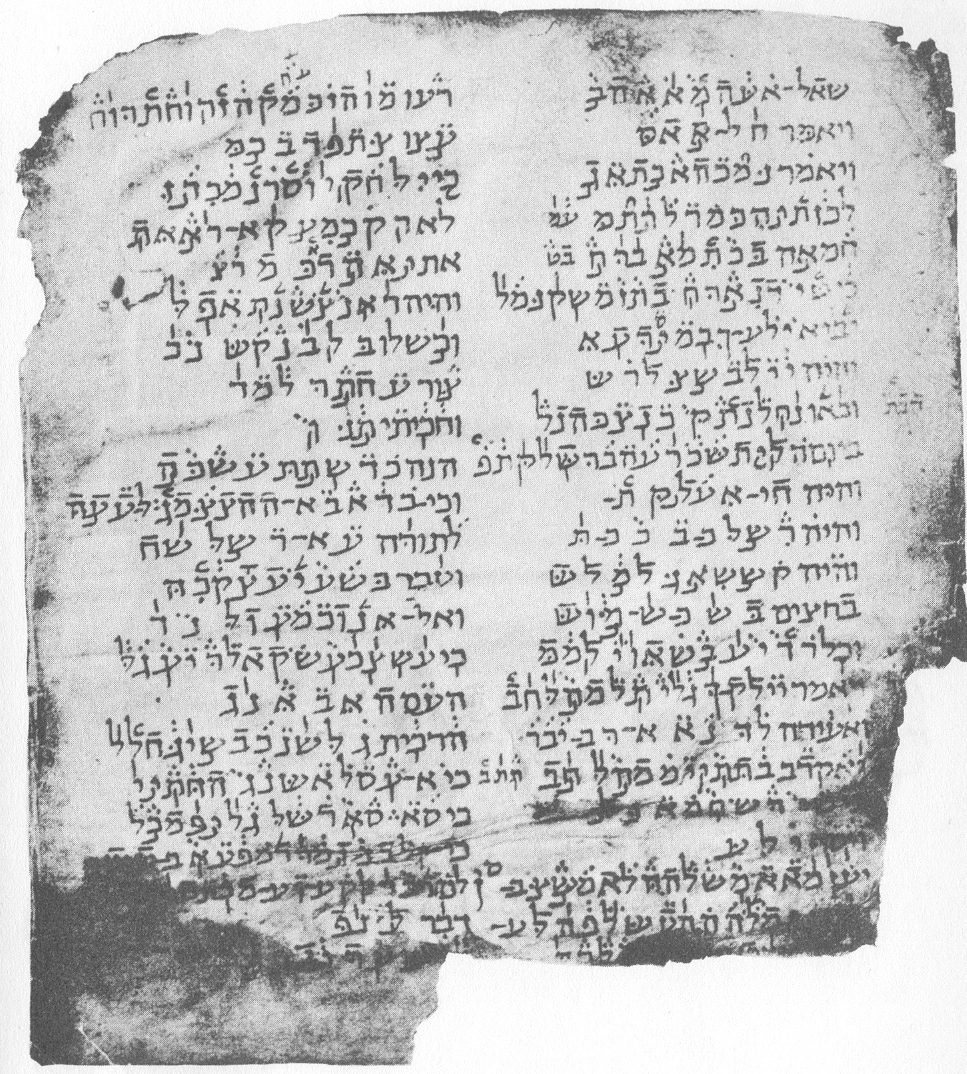
Fragment aus der Kairoer Geniza: Bibeltext (Jes 7,11-9,8) mit palästinischer Vokalisation (Oxford Ms Heb e 30, fol 48b)

Die besondere Leistung der Masoreten war die Punktierung des festgelegten Konsonantentextes durch Vokalzeichen, Akzente, Satzzeichen und Verseinteilungen, was dem korrekten liturgischen Vortrag diente und das Textverständnis unterstützte. Zeitnah wurden in verschiedenen geographischen Regionen drei Vokalisationssysteme entwickelt, die ältere palästinische und babylonische Vokalisation und die jüngere tiberische Vokalisation, die sich letztlich durchsetzte. Die Masoreten folgten bei der Vokalisierung des Konsonantentextes der mündlichen Lesetradition, waren aber sprachgeschichtlich rund tausend Jahre von der Abfassung des Konsonantentextes entfernt. Außerdem wirkte das von ihnen entwickelte grammatische Regelwerk auf die ihrer Einschätzung nach korrekte Aussprache zurück, was manchmal zu einer „grammatisch korrekten, aber künstlichen Vokalisation führte.“
Darüber hinaus entwickelten sie ein System der Textsicherung durch Randbemerkungen am seitlichen Rand (Masora parva) und oberen und unteren Rand (Masora magna) sowie Schlussmasora am Ende eines Buches. Sein Hauptzweck war „die Sicherung ungewöhnlicher Schreibweisen.“ Normalerweise hätte ein Kopist, der auf eine altertümliche Schreibweise traf, sie durch die zu seiner Zeit übliche ersetzt; dem beugten die Hinweise der Masoreten vor. Sie merkten auch an, wie oft ein Wort im Tanach insgesamt vorkommt und an welchen Stellen oder dass ein Wort kurz hintereinander mehrfach vorkommt (was leicht zu Auslassungen durch unachtsame Kopisten führen konnte). Damit ermöglichten sie eine effektive Qualitätskontrolle biblischer Manuskripte. Als die Masora magna so umfangreich wurde, dass sie nicht mehr am oberen und unteren Seitenrand unterzubringen war, entstanden separate masoretische Abhandlungen, deren bekannteste den Titel ʾOchla we-ʾOchla אׇכְלָה וְאָכְלׇה trägt. Das Werk stellt Hilfsmittel bereit, um sich ungewöhnliche Schreibweisen im Tanach besser merken zu können. Hebräische Bibelhandschriften des Mittelalters stimmen aufgrund dieser umfangreichen Textsicherung im Wortlaut fast gänzlich überein, aber einzelne Varianten hielten sich in den Manuskripten, und Bibelzitate im Babylonischen Talmud weichen manchmal vom masoretischen Text ab.
Masoretische Codices sind meist arbeitsteilig entstanden: Der Sofer schrieb den Konsonantentext, der Nakdan fügte die Punktation hinzu, der Masran ergänzte die Masora und las den ganzen Text Korrektur. Keine zwei Codices stimmen in der Masora genau überein. „Obwohl die Masora oft als das Endstadium der Sicherung des Bibeltextes betrachtet wird, erinnert uns diese Tatsache daran, dass der Prozess niemals wirklich ans Ende gelangte.“

### Frühmittelalterliche Textzeugen

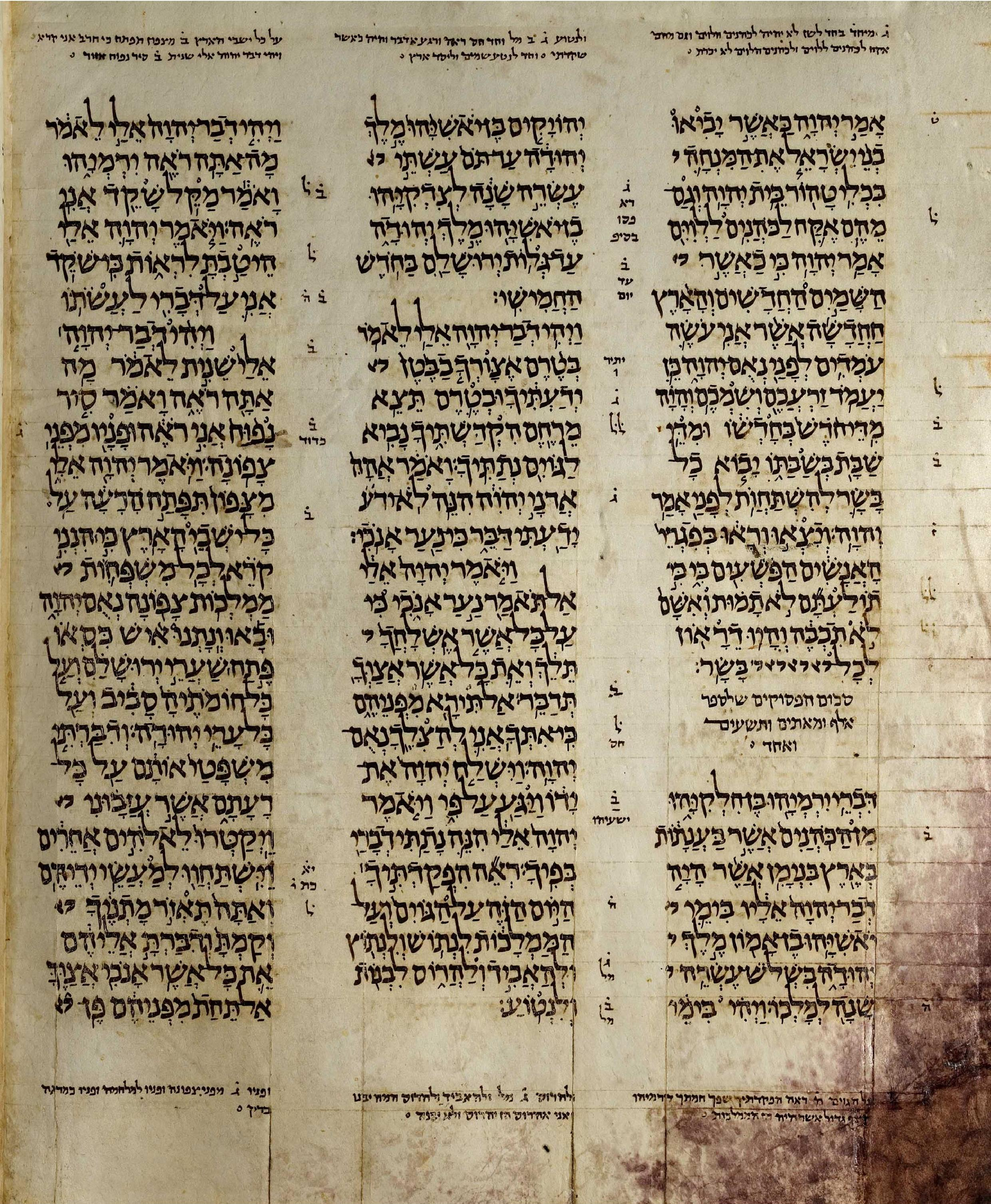
Eine Seite aus dem Codex von Aleppo. Abschluss des Buchs Jeschaʿjahu (in kleinerer Schrift: Schlußmasora) und Beginn des Buchs Jirmejahu

Der älteste erhaltene hebräische Bibelcodex ist der Codex Cairensis, ein in Tiberias niedergeschriebener Mustercodex aus dem Jahr 895 mit dem Text der Vorderen und Hinteren Propheten. Nur wenig jünger ist der Codex von Aleppo, der bis ins 20. Jahrhundert den ganzen Tanach enthielt. Er ist ebenfalls ein Mustercodex aus Tiberias und wird heute im Schrein des Buches in Jerusalem aufbewahrt. In Folge der antijüdischen Ausschreitungen in Aleppo 1947 erlitt der Codex schwere Beschädigungen und Textverluste. Das macht den Codex Leningradensis (Russische Nationalbibliothek, Ms Evr. I B19a.) zum ältesten vollständigen Textzeugen des Tanach. Er wurde seinem Kolophon zufolge im Jahr 1008 in Alt-Kairo kopiert, allerdings etwas weniger sorgfältig als der Codex von Aleppo geschrieben. Zur Kollation wird außerdem der Codex Oriental Ms. 4445 in der British Library herangezogen, welcher die Tora, allerdings mit einigen Textverlusten, enthält und mangels Kolophon nur ungefähr ins 9./10. Jahrhundert datiert werden kann. Der Codex Sassoon 1053 aus dem 10. Jahrhundert enthält fast den ganzen Tanach, ist aber weniger sorgfältig geschrieben. Hinzu kommt unter den großen mittelalterlichen Handschriften noch der im Jahr 916 geschriebene Codex Babylonicus Petropolitanus, der die Hinteren Propheten enthält. Er ist ungewöhnlicherweise nach dem babylonischen System vokalisiert, folgt aber in Konsonantentext, Punktation und Masora der westlichen Tradition, die sich somit auch in Babylonien durchzusetzen begann.

## Mittelalterliche hebräische Bibelhandschriften
Die aramäisch- und arabischsprachigen Masoreten waren durch ihre Umwelt geprägt. Die philologische Arbeit muslimischer Gelehrter am Text des Koran setzte Maßstäbe. Während die masoretischen Codices als Ergebnis ihrer Tätigkeit einen einheitlichen Aufbau zeigen, weichen jüdische Bibelhandschriften in West- und Südeuropa bis ins hohe Mittelalter davon ab, unter anderem bei der Reihenfolge der biblischen Bücher. Sie enthalten oft auch die Übersetzung des Textes ins Aramäische (Targum) und ordnen die Masora als Mikrografie in einer dekorativen Weise an (Masora figurata). Diese europäischen Tanach-Handschriften des Mittelalters enthalten eine Kapitelzählung mit hebräischen Buchstaben, die in den orientalischen Codices nicht üblich war.

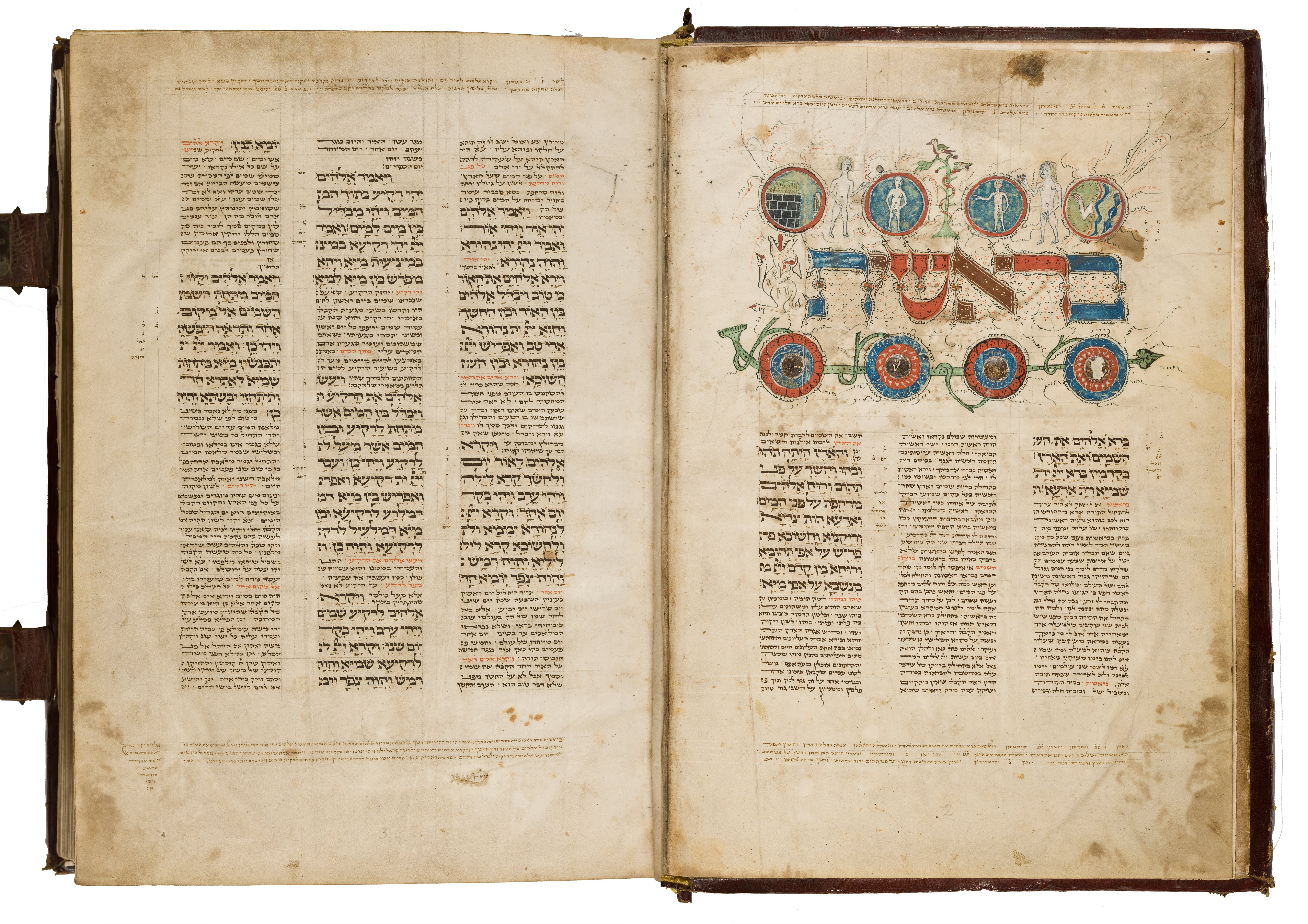
Chumasch mit Haftarot und Megillot. Beginn des Buchs Bereschit. Aschkenasisch, 1344 (Israel-Museum)

Masoretische Bibeln sind dadurch gekennzeichnet, dass sie den Text des Tanach ohne weitere Zugaben wie Übersetzungen oder Kommentare bieten. Es gibt Buchschmuck, zum Beispiel Teppichseiten, aber dieser bleibt vom Bibeltext getrennt. Daneben entstanden im mittelalterlichen Europa zwei weitere Haupttypen hebräischer Bibelhandschriften:
- Ein Chumasch enthielt den gemäß den Wochenlesungen gegliederten Text der Tora und die passenden Lesungen aus den Prophetenbüchern (Haftarot), manchmal auch mit Megillot.
- Eine Studienbibel kombinierte den Bibeltext mit den klassischen Kommentaren. Das veränderte die Art, wie der Tanach gelesen wurde, denn nun lag es nahe, kleine Textabschnitte zu lesen und die auf der gleichen Seite gebotenen Kommentare zu vergleichen.

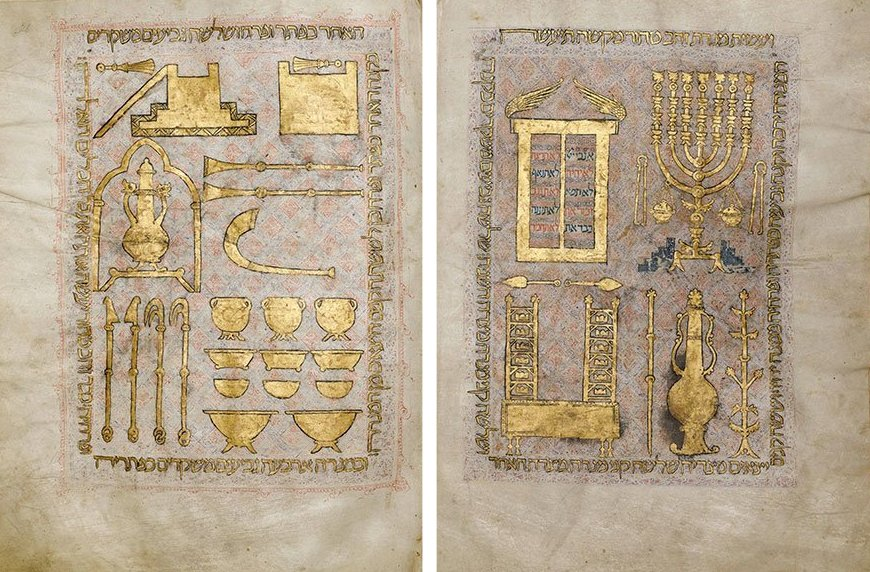
Doppelseite eines Tanach mit Menora und anderen jüdischen Kultgeräten. Sefardisch, Anfang 14. Jahrhundert (Jay and Jeanie Schottenstein Collection, Columbus)

Die Iberische Halbinsel, hebräisch Sefarad (vgl. Sephardim), war geprägt durch die Zugehörigkeit zum islamischen Kulturraum, doch blieb kein Tanach aus islamischer Zeit erhalten. Vielmehr bewahrten die sefardischen Bibeln Elemente islamischer Buchkultur nach der Reconquista. Als Buchtyp dominierte der masoretische Codex, welcher die orientalische Tradition weiterführte. Eine Gruppe von rund 25 sefardischen Bibeln enthält doppelseitige Illustrationen der Kultgeräte des biblischen Wüstenheiligtums. Diese wurden von christlichen Theologen symbolisch beansprucht und von jüdischen Bibelillustratoren als Teil der eigenen Identität behauptet. Vor dem Hintergrund christlicher Missionierungsversuche und christlicher Deutung des mosaischen Heiligtums und seiner Geräte war es für Künstler und Besitzer dieser Bibeln wichtig, dass die Kultgeräte nicht nur den Angaben der Tora entsprachen, sondern auch der rabbinischen Auslegung. Sefardische Bibelcodices wurden als „Heiligtum Gottes“ (מקדש־יה Mikdasch-Jah) bezeichnet.
In Aschkenas (Frankreich, England, Deutschland) machen die Chumaschim im 13./14. Jahrhundert etwa zwei Drittel der Bibelhandschriften aus. Hier zeigen sich Einflüsse der zeitgenössischen christlichen Buchkultur, die sowohl großformatige Bibeln als auch handliche Exemplare, die man auf Reisen mitnehmen konnte, hervorbrachte. Die größte aschkenasische Bibel ist die zweibändige Handschrift Ms or. fol. 1210 und 1211 (Staatsbibliothek zu Berlin). Die 585 und 546 Pergamentblätter sind 62 × 47 cm groß, der Seitenspiegel ohne Masora beträgt 39 × 30 cm. Wie ein so großformatiger Tanach verwendet wurde, ist unbekannt. Vergleichbar große christliche Bibeln waren kostbare und repräsentative Geschenke, etwa von Herrschern an Klöster.
Um 1300 wurden auch besonders kleinformatige hebräische Bibeln angefertigt, zunächst in der Bodenseeregion, später in Italien, das sich im ausgehenden Mittelalter zum Zentrum hebräischer Buchkultur entwickelte. Italienische Miniaturbibeln, oft in semikursiver hebräischer Schrift, messen nur noch 8,5 × 5,8 cm. In Italien mischten sich aschkenasische, sefardische und orientalische Traditionen. Die bis dahin üppigen Paratexte (Masora, Targum und Kommentare auf der gleichen Seite mit dem Bibeltext) traten in den italienischen Bibelcodices zurück. Der Bibeltext nimmt nun oft die ganze Seite ein und ist durch Zierinitialen geschmückt. Beliebt waren auch hebräische Psalter (Tehillim) als persönliche Gebetbücher sowie die Bücher ʾEMeT (Tehillim, Mischle und ʾIjov in einem Band). ʾEMeT ist ein Anagramm, kann aber auch mit „Wahrheit“ übersetzt werden; die drei „Bücher der Wahrheit“ galten deshalb im Kontext von Renaissance und Humanismus in besonderer Weise als philosophische Schriften.
Ein Beispiel, wo die mittelalterlichen Handschriftentraditionen unterschiedliche Wege gehen (und wo sich folglich zeigt, in welcher Tradition eine heutige Tanach-Ausgabe steht), ist Ex 25,31 : Die orientalischen Handschriften (und so auch der Codex Leningradensis) haben das Wort tēʿāśeh „du sollst machen“ in defektiver Schreibung (תֵּעָשֶׂה), aber alle aschkenasischen und sefardischen Handschriften bieten die Plene-Schreibung תֵּיעָשֶׂה, die von Raschi als Passivform interpretiert wird: die Menora, um deren Anfertigung es hier geht, wird demnach nicht von Menschen gemacht, sondern entsteht auf wunderbare Weise von selbst. Auch Abraham Ibn Esra kommentiert diese Stelle, ebenso (viel später) Jedidja Solomon Norzi in seinem Werk Minchat Schai (מנחת שׁי, Mantua 1742/44), einem masoretischen Torakommentar. Norzi harmonisierte die Lesarten hebräischer Schriftrollen und Codices sowie gedruckter Tanach-Ausgaben, wobei er sich stark auf den Codex Parma de Rossi 782 (Toledo 1277) stützte. Die Lesarten von Minchat Schai wurden im aschkenasischen Judentum normativ, zum Beispiel für die Arbeit der Soferim.
Die Reihenfolge der Neviʾim ʾacharonim und der Ketuvim blieb in der Zeit der handschriftlichen Vervielfältigung variabel; literarische, chronologische und liturgische Ordnungsprinzipien kamen vor und konnten miteinander kombiniert werden. Eine Zusammengehörigkeit von Tanach-Handschriften lässt sich mit dem Kriterium der Bücherabfolge nicht ermitteln. Feststellbar ist nur, dass liturgische Arrangements jünger sind als literarische und chronologische. Die Vielfalt der Bücherarrangements nahm im ausgehenden Mittelalter zu, bis der Buchdruck eine Stabilisierung der Reihenfolge bewirkte.

## Frühe Drucke des Tanach

### Soncino

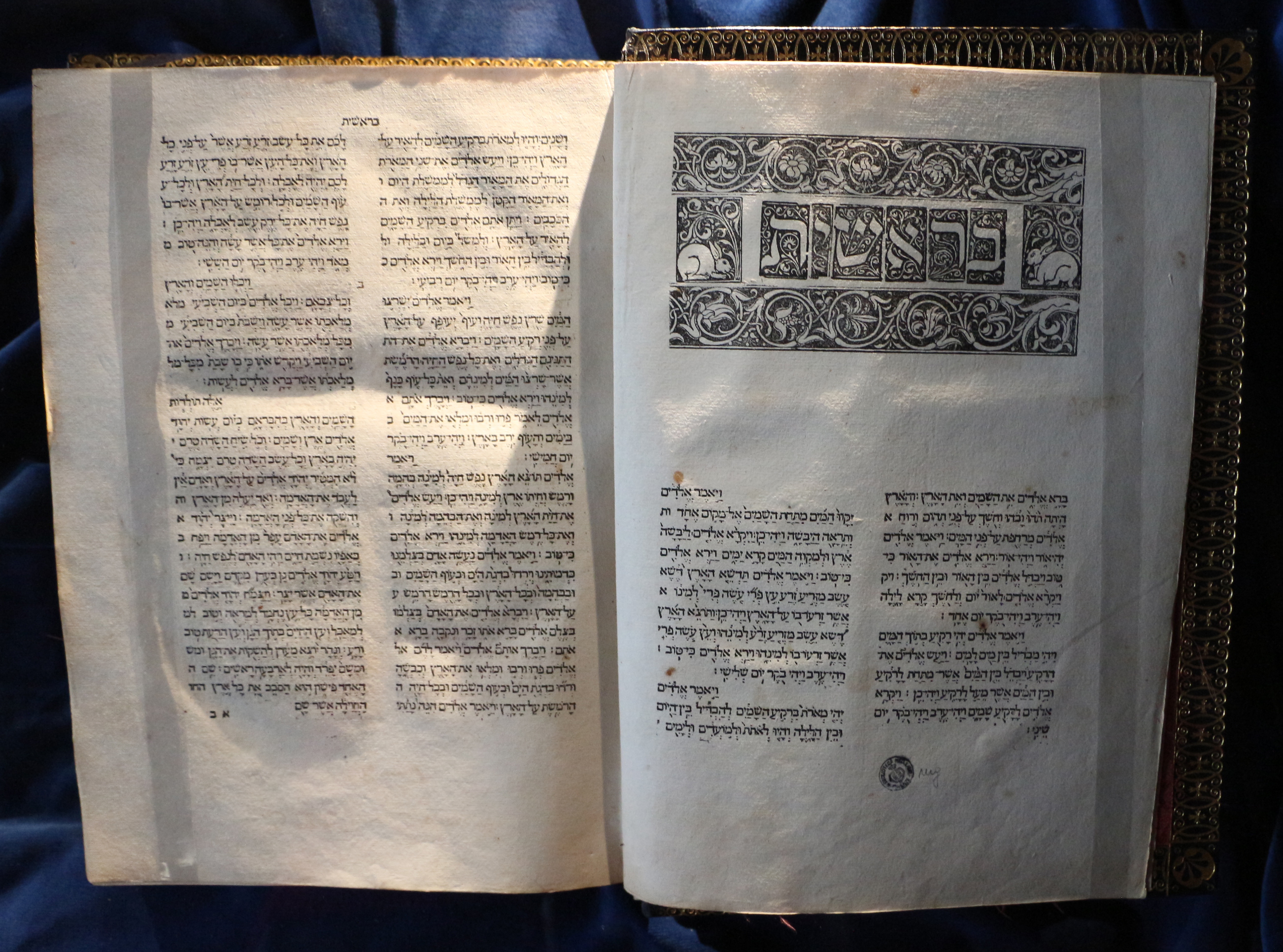
Erstausgabe des Tanach (Soncino 1488), Beginn des Buchs Bereschit (Genesis)

Die jüdische Buchdruckerfamilie Soncino importierte die Technologie des Drucks mit beweglichen Lettern nach Italien und adaptierte ihn für die hebräische Schrift. Hier sind folgende Inkunabeln zu nennen:
- Erstausgabe des Sefer Tehillim (Bologna 1477): Unvokalisierter Konsonantentext ohne Kapitel- oder Verszählung mit eingeschobenem Kommentar David Kimchis.
- Erstausgabe der Tora (Bologna 1482): Ein Chumasch mit Targum und dem Kommentar Raschis, aber ohne Megillot. Der Text ist vokalisiert und in Paraschen sowie Sinnabschnitte gegliedert.
- Erstausgabe der Neviʾim (Soncino 1485/86): Zwei Teilbände für Vordere und Hintere Propheten; unvokalisierter Konsonantentext mit dem Kommentar Kimchis.
- Erstausgabe der Ketuvim (Neapel 1486/87): Drei Teilbände a) Fünf Megillot (mit Kommentar Raschis, bei ʾEcha mit Kommentar des Josef Kara),ʾIjov (mit Kommentar des Ralbag), ʿEzraʾ und Divre haJamim (mit Kommentar Raschis), b) Tehillim mit Kommentar Kimchis und c) Mischle mit Kommentar Rabbeinu Immanuels.
- Erstausgabe des gesamten Tanach (Soncino 1488) in vier Teilen: Tora, Neviʾim, Ketuvim und Megillot, wobei die Megillot je nach Bindung hinter der Tora oder unter den Ketuvim eingeordnet werden konnten. Dieser hebräische Bibeltext mit Vokalen und Akzenten, aber ohne Masora, wurde vor allem in dem Nachdruck Brescia 1494 zum Standardtext, der von christlichen Gelehrten rege genutzt wurde.

Auch auf der Iberischen Halbinsel wurden im späten 15. Jahrhundert Chumasch- und Neviʾim-Ausgaben gedruckt, allerdings standen die jüdischen Gemeinden unter Beobachtung durch die Spanische Inquisition. Dadurch „entstand eine komplexe demographische Situation aus ‚Orthodoxen‘ (Chasdaj Chrescas) und Conversos, die eine Vielzahl von bisher wenig erforschten Auswirkungen auf die Bibeltextüberlieferung und den hebräischen Inkunabel-Druck hatten.“ Ein Teil der infolge des Alhambra-Edikts von 1492 aus Spanien ausgewiesenen jüdischen Gelehrten kam über den Maghreb nach Italien und brachte die eigene Bibeltextüberlieferung mit. Im hebräischen Inkunabel-Druck verbanden sich in Italien daraufhin sefardische und aschkenasische Traditionen. Die sefardische (iberische und maghrebinische) Tradition war bis dahin kontinuierlicher verlaufen als die aschkenasische, welche mehrfach unter christlichen Pogromen mit Raub und Zerstörung von Büchern zu leiden gehabt hatte. Außerdem waren immer wieder orientalische hebräische Bibel-Manuskripte nach Italien gelangt, welche die aschkenasische Bibeltexttradition veränderten (kontaminierten).
Der hebräische Bibeldruck wurde in der jüdischen Öffentlichkeit und von rabbinischen Autoritäten begrüßt, brachte jedoch auch Verluste mit sich: Er war „faktisch eine typografische Globalisierung, die insbesondere bei der Masora die handschriftlichen Lokaltraditionen nivellierte … [vor allem wurden] die aschkenasischen Text- und Masoratraditionen … sukzessive marginalisiert und diskreditiert.“

### Rabbinerbibeln
Die Sicherung und Tradierung des hebräischen Textes wurde während der ganzen Periode der handschriftlichen Vervielfältigung allein von jüdischen Gelehrten geleistet; aus dem Christentum kam hierzu kein Beitrag. Dies änderte sich im 16. Jahrhundert durch die sogenannten Rabbinerbibeln, welche in jüdisch-christlicher Zusammenarbeit entstanden. In wenigen Jahrzehnten eigneten sich christliche Drucker und Hebraisten das Fachwissen an, um Tanach-Ausgaben selbst drucken zu können, und verdrängten ihre jüdischen Konkurrenten.
Der christliche Drucker Daniel Bomberg erwarb 1512 vom Dogen von Venedig ein Privileg für den Druck hebräischer Bücher. Er nutzte die Expertise von Konvertiten, später auch die sefardischer Juden, die er in seiner Druckerei anstellte. Die erste Auflage (Venedig 1517), mit einer lateinischen Widmung an Papst Leo X., war ein Werk des 1506 konvertierten Felix Pratensis, eines Augustiner-Eremiten. Sie erschien in vier Teilbänden und zwei Editionen für christliche und jüdische Kunden. Diese Tanach-Ausgabe erhob den Anspruch, den besten hebräischen Bibeltext mit aramäischer Übersetzung (Targum) und den wichtigsten klassischen (Raschi, Kimchi) und neueren (Abraham Farissol) Kommentaren zu bieten. Felix Pratensis hatte mit Bombergs Unterstützung sefardische, aber auch einige aschkenasische Bibelhandschriften angekauft, die er für den Druck verglich; Varianten wurden am Rand verzeichnet. Im vierten Teilband findet sich ein umfangreicher Anhang mit Targumen, masoretischen Abhandlungen, den 13 Glaubensartikeln des Maimonides und einer Aufstellung der 613 Mitzwot, geordnet nach ihrem Vorkommen in der Tora. Vieles davon überstieg die Interessen und Kenntnisse christlicher Hebraisten und war für eine jüdische Käuferschaft gedacht. Die erreichte Bomberg allerdings nicht, denn als Konvertit und Mönch war Felix Pratensis für sie diskreditiert, zumal er durch antijüdische Predigten hervortrat.

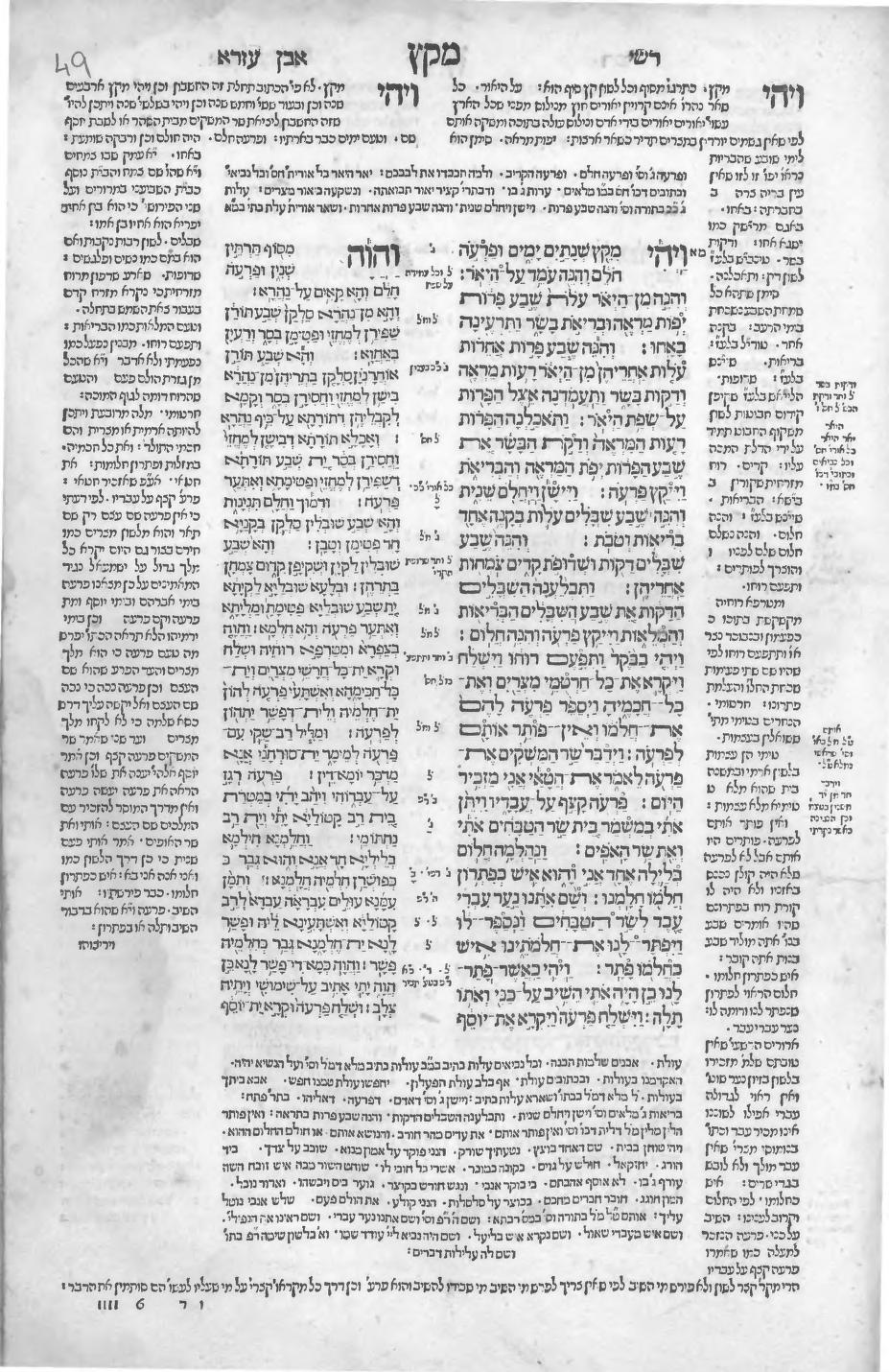
Eine Seite aus der Rabbinerbibel des Jacob Ben Chajim

Die Rabbinerbibel Venedig 1524/25, ebenfalls von Bomberg gedruckt, erlangte den Status eines allgemein anerkannten Textes, den sie bis ins 20. Jahrhundert behielt. Der jüdische Gelehrte Jacob Ben Chajim Ibn Adonijah, ein aus Tunis stammender Kabbalist, bereitete den Text für den Druck vor. Er verbesserte, bzw. vereinheitlichte den hebräischen Bibeltext Pratensis’, indem er fast ausschließlich sefardische Manuskripte heranzog. Hinsichtlich der Masora war sein von Bomberg angekauftes Handschriftenmaterial schlecht und unvollständig. Das führte dazu, dass Jacob Ben Chajim die Masora berichtigte und ergänzte, d. h. zum Teil selbst neu schrieb, so dass sie den hebräischen Text bestätigte. Sie verlor damit ihre Funktion als Werkzeug, um den Text beurteilen zu können. Die Schlussmasora bot Jacob Ben Chajim in alphabetischer Anordnung, so dass sie wie eine Konkordanz oder ein Lexikon genutzt werden konnte. Diese Zweite Rabbinerbibel wurde im Zeitalter von Renaissance und Reformation von Christen studiert und dann zur Grundlage ihrer Bibelübersetzungen, beispielsweise der Zürcher Bibel von 1531 und der 1534 fertiggestellten Lutherbibel.
Das Foto zeigt den Aufbau einer Seite aus dem Buch Bereschit in dieser klassischen Druckausgabe des Tanach: Am oberen Seitenrand ist die Parascha angegeben: מקץ (= Mikez, Gen 41,1–44,17). In der Mitte stehen man zwei Textspalten, von denen die breitere (rechts) den hebräischen Text enthält und die schmalere (links) dessen aramäische Übersetzung (Targum). Klein rechts liest man am Beginn der hebräischen Textspalte die Kapitelzählung מא (= Kap. 41). Klein zwischen beiden Textspalten ist die Masora parva abgedruckt; hier erkennt man das häufige Zeichen ל֗ für ein Hapax legomenon. Über und unter den beiden Bibeltext-Spalten steht die Masora magna. Außen darum legen sich zwei klassische Kommentare, nämlich רשׁי Raschi (rechts) und אבן עזרא Abraham ibn Esra (links).
Die Autorität der Rabbinerbibel von 1524/25 war so groß, dass die Textfassung des hier gebotenen Kommentars Raschis bis ins 19. Jahrhundert maßgeblich blieb, obwohl sie relativ schlecht war (Texterweiterungen aus iberischen Drucken wurden übernommen) und Soncino einen besseren Raschi-Kommentar (Rimini 1525) druckte.
Tanach-Ausgaben, die den Text von Jacob Ben Chajim zugrunde legten, erarbeiteten unter anderem:
- Johann Buxtorf der Ältere: Biblia Sacra Hebraica & Chaldaica, Basel 1620,
- Josef Athias (Text) und Johann Leusden (Anmerkungen): Biblia Hebraica Accuratissima Notis Hebraicis et Lemmatibus Latinis illustrata, Amsterdam 1667,
- Everard van der Hooght: Biblia Hebraica, Secundum ultimam Editionem Jos. Athiae, a Johanne Leusden Denuo recognitam, Recensita Atque ad Masoram, et correctiones Bombergi, Amsterdam/Utrecht 1705.

## Neuere weit verbreitete Tanach-Ausgaben

### Meir Halevi Letteris
Meir Halevi (Max) Letteris war ein jüdischer Orientalist, der die Druckerei Edler von Schmid in Wien leitete. Als dieser Verlag aufgrund seines Engagements für die Revolution 1848 geschlossen wurde, war Letteris in einer prekären Situation und nahm den Auftrag der British and Foreign Bible Society an, eine hebräische Bibel zu erarbeiten. Letteris legte für die Ausgabe von 1852 den vielfach nachgedruckten Text Everard van der Hooghts zugrunde; für die zweite Auflage 1866 verglich er die mittelalterliche Handschrift Ms Erfurt 3 (= Staatsbibliothek zu Berlin, Ms Or. fol. 1213). Die Letteris-Bibel von 1852 wurde vom orthodoxen Judentum abgelehnt, aber in der zweiten Auflage von 1866 fand die Letteris-Bibel bei Juden und Christen überaus weite Verbreitung. Diese Ausgabe des Tanach benutzten beispielsweise die Rabbiner Joseph Hertz und Benno Jacob für ihre Bibelkommentare.

### Norman H. Snaith
Die British and Foreign Bible Society beauftragte den britischen Alttestamentler Norman H. Snaith 1934 mit der Erarbeitung eines Tanach-Textes für eine Neuausgabe, die dieses weltweit tätige Missionshaus plante. Snaith glich den Text von Letteris mit mittelalterlichen sefardischen Bibelhandschriften in der British Library ab, beispielsweise BM Or. 2828–26 (Lissabon 1483), BM Or. 2375 und Ms Sassoon 82 (Soria 1312). Das Ergebnis war ein Komposittext, der wissenschaftlichen Ansprüchen nicht genügte. Miles B. Cohen und David B. Freedman unterzogen die Snaith-Bibel 1974 einer gründlichen Kritik. Sie wiesen nach, dass Snaith, anders als er im Vorwort behauptete, gegenüber Letteris keinen neuen Text bot, sondern diesen zugrunde legte. Da die Druckvorlagen der Letteris-Bibel bereits in schlechtem Zustand waren und bei der Drucklegung der Snaith-Bibel wenig Sorgfalt waltete, wurden auf diese Weise zahlreiche Fehler produziert. Snaith behauptete, dass er unabhängig von der Biblia Hebraica von Rudolf Kittel und Paul Kahle (siehe unten) mit seiner Methode des Vergleichs mehrerer Handschriften einen dem Codex Leningradensis sehr ähnlichen Text hergestellt habe; Cohen und Freedman wiesen jedoch nach, dass er die Biblia Hebraica benutzte.

### Eliyahu Koren

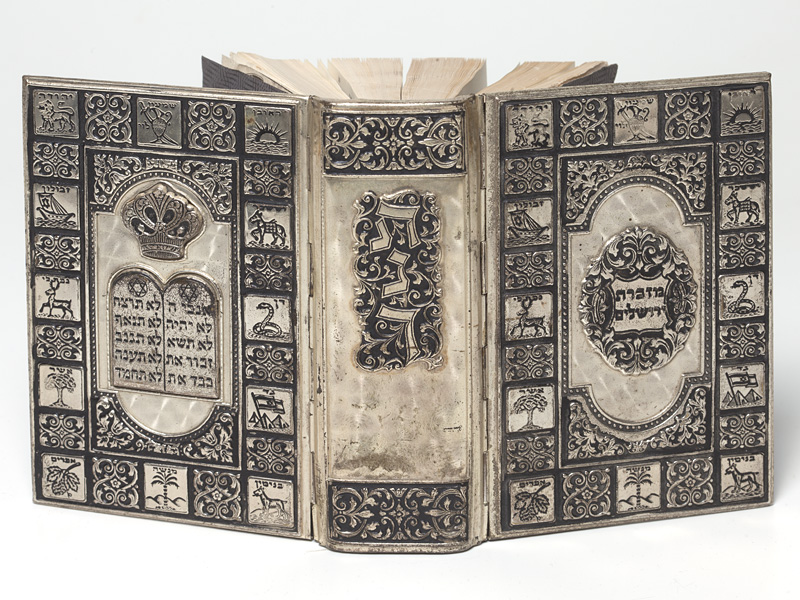
Koren-Tanach in der Sammlung des Jüdischen Museums der Schweiz, gedruckt in Israel 1962.

Der Jerusalemer Verleger und Schriftdesigner Eliyahu Koren entwickelte eine hebräische Schriftart, die mittelalterliche sefardischen Buchstabenformen modernisierte, wobei zugleich Wert auf gute Lesbarkeit gelegt wurde. Den Bibeltext erarbeiteten Meir Medan, Ernst Daniel Goldschmidt und Abraham Meir Habermann. Sie entschieden sich für einen „Mischtext aus Heidenheim, Letteris und Korrekturen aus Minḥat Shay, [der] aber Ausdruck nationaler Emanzipation in Form der Wiederaneignung der hebräischen Bibel durch die Juden in Israel“ war und sich zum Standardtext der hebräischen Bibel in Israel entwickelte. Über Letteris und van der Hooght steht der Koren-Tanach in der Tradition der Rabbinerbibel von 1525, so dass in dieser weit verbreiteten israelischen Ausgabe der Einfluss jener frühhumanistischen Bibel „auch im 21. Jahrhundert spürbar bleibt.“
Eine Besonderheit des Koren-Tanach besteht darin, dass die Einteilung in Kapitel und Verse im Seitenlayout in den Hintergrund tritt, da diese als Kennzeichen christlicher Bibeln gelten. Stattdessen wird der Text in traditioneller Weise durch Petuchot und Setumot in Sinnabschnitte gegliedert. Als Korens Hebräische Bibel schließlich 1962 im Druck erschien, war dies ein öffentliches Ereignis. Seit der Zeit der Inkunabeln war der Koren-Tanach die erste von Juden gedruckte Bibelausgabe. Die Präsidenten des Staates Israel wurden auf diese Bibel vereidigt; sie gilt als der wichtigste Beitrag des Zionismus zur Geschichte der Bibel.
Der Mathematiker Eliyahu Rips legte den Koren-Tanach für das Experiment des Pattern Matching von Personennamen im Buch Bereschit zugrunde, das von Michael Drosnin als Bibelcode popularisiert wurde.

### Mordechai Breuer
Das Lebenswerk Mordechai Breuers war die Wiederherstellung der zerstörten Teile des Codex von Aleppo anhand der Masora dieses Codex und (meist ungedrucktem) Quellenmaterial. Der Jerusalemer Rabbiner Shalom Shachna Yellin hatte Mitte des 19. Jahrhunderts Lesarten des damals noch vollständigen Codex von Aleppo überprüfen lassen, die handschriftlich in einem gedruckten Tanach eingetragen wurden. Die Entdeckung dieses Buchs ermöglichte es Breuer, die Abschnittsgliederung des Codex von Aleppo zu rekonstruieren. Breuer veröffentlichte mehrere Rekonstruktionen des Textes, zuletzt 2000 unter dem Titel Keter Yerushalayim (Jerusalem Crown: The Bible of the Hebrew University of Jerusalem according to the Aleppo Codex Pentateuch, Prophets & Writings). Wie beim Koren-Tanach gilt der Ästhetik des Buchs besondere Aufmerksamkeit; Keter Yerushalayim imitiert mit Satzspiegel und Font den Codex von Aleppo. Es handelt sich nicht um eine Edition, die wissenschaftlichen Kriterien entspricht, da sie „auf Rekonstruktionen basiert und ohne Masora und textkritischen Apparat auskommt.“

### JPS Tanakh
Der Tanach der Jewish Publication Society legt den Codex Leningradensis in der Textfassung der Biblia Hebraica Stuttgartensia zugrunde, wobei Schreibfehler des mittelalterlichen Textes korrigiert und eine moderne Textgliederung eingeführt wurden. In der liturgischen Reihenfolge der Megillot folgt JPS Tanakh den Rabbinerbibeln, während die Reihenfolge Tehillim–ʾIjov–Mischle eine ältere Tradition aufnimmt.

## Wissenschaftliche Textausgaben

### Diplomatische Editionen

#### Codex Leningradensis
Die von Rudolf Kittel herausgegebene Biblia Hebraica (= BHK) legte in der ersten und der zweiten Auflage (Leipzig 1906 und 1913) den Text der Rabbinerbibel von 1524/25 zugrunde. Zu diesem spätmittelalterlichen Mischtext wurde ein kritischer Apparat geboten. Die dritte Auflage, die von 1929 bis 1937 erarbeitet wurde, bedeutete einen Bruch mit dieser Tradition. Paul Kahle vermittelte die Ausleihe des Codex Leningradensis an die Universität Leipzig, welche vom Volkskommissariat für Aufklärung in Moskau genehmigt wurde. Möglich wurde dies durch die Annäherung Sowjetrusslands und der Weimarer Republik, die im Vertrag von Rapallo (1922) ihren Ausdruck gefunden hatte. Obwohl nun ein frühmittelalterliches Manuskript des Tanach zugrunde lag, ist die dritte Auflage der Biblia Hebraica streng genommen keine diplomatische Edition, sondern der Versuch, mit Emendationen und Konjekturen den idealen tiberiensischen Text hinter dem Codex Leningradensis zurückzugewinnen.
Im Vorwort der Biblia Hebraica Stuttgartensia (= BHS), die von 1967 bis 1977 in Stuttgart erschien, betonen die Herausgeber Karl Elliger und Wilhelm Rudolph, sie hätten es im Unterschied zu Kittel und Kahle „für richtig gehalten, den Text konsequent so wiederzugeben, wie ihn die letzte Hand von L bietet. Es ist also verzichtet auf die ‚Beseitigung offenbarer Schreibfehler‘.“ Kay Joe Petzold kritisiert: „Die BHS ist in vielfacher Hinsicht eine konsequente und in Teilen disparate Weiterentwicklung der BHK3 von Kittel und Kahle. Der textkritische Apparat ist nicht konsistent, sondern spiegelt die Spezialinteressen der Bearbeiter wieder“. Die Masora parva ist nicht die des Codex Leningradensis, sondern eine von Gérard E. Weil „normalisierte“ Masora. Die Biblia Hebraica Quinta, die 1991 initiiert wurde und seit 2004 in Lieferungen erscheint, soll die BHS ersetzen. Sie ist urkundengetreuer als die Vorgängerausgabe, da sie die Masora magna komplett abdruckt. Im Gegensatz zur BHS wird das gesamte Textkorpus der Schriftrollen vom Toten Meer für den Apparat ausgewertet.
Eine streng diplomatische Edition des Codex Leningradensis legte Aron Dotan 2001 unter dem Titel Biblia Hebraica Leningradensia: Prepared according to the Vocalization, Accents, and Masora of Aaron ben Moses ben Asher in the Leningrad Codex vor; der Titel nimmt (ironisch) Bezug auf die Biblia Hebraica Stuttgartensia, die eben nicht bis ins Letzte mit dem Codex Leningradensis übereinstimmt.

#### Codex von Aleppo

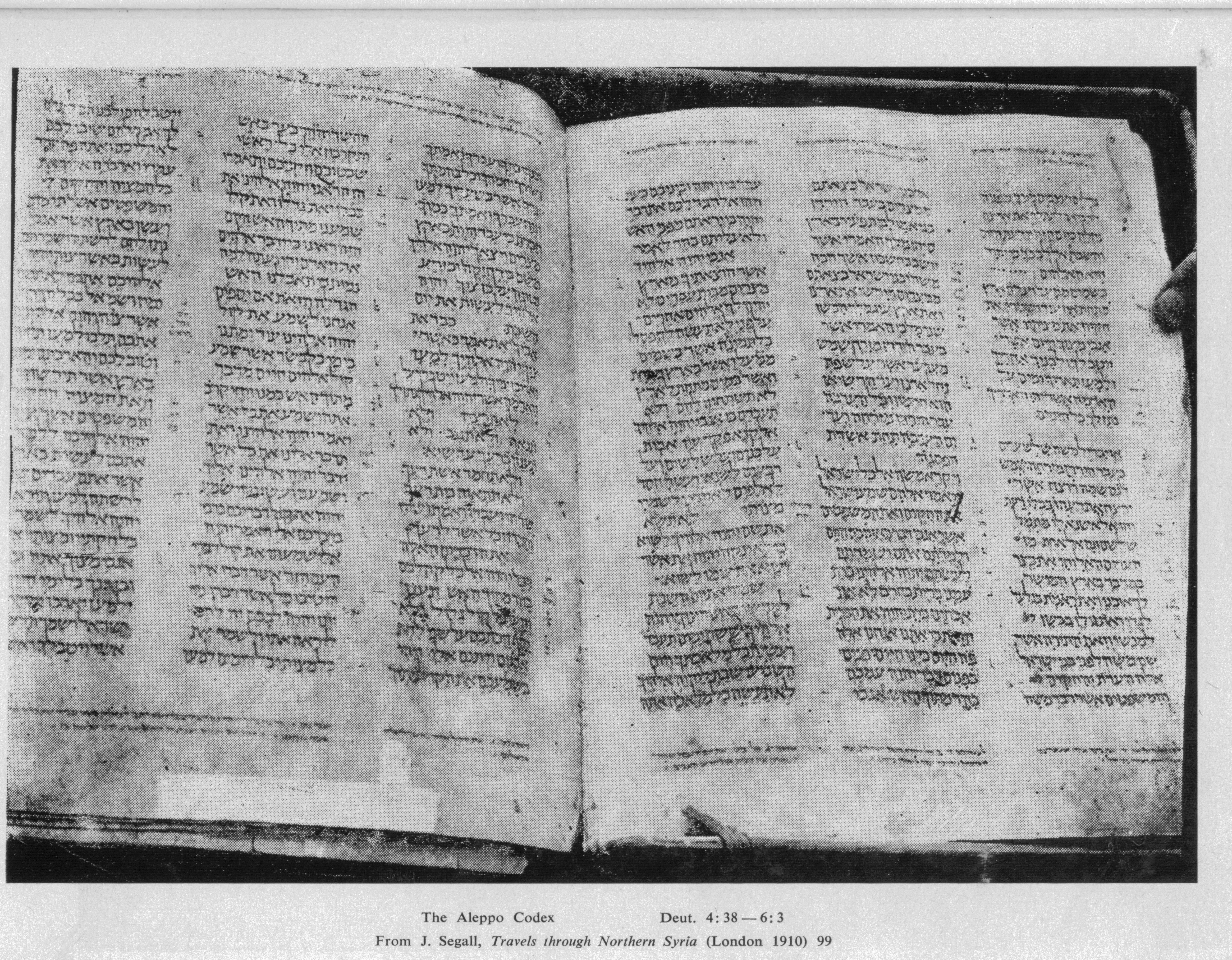
Heute verlorene Seiten des Codex von Aleppo auf einem Foto von 1910 (Dtn 4,38-6,3)

Der Codex von Aleppo gilt als qualitativ etwas besser als der Leningradensis, aber erhebliche Teile, darunter fast der ganze Pentateuch, wurden 1947 zerstört. Das von Moshe Goshen-Gottstein 1955 initiierte Hebrew University Bible Project erarbeitet eine Editio Critica Maior des Codex von Aleppo ohne Konjekturen oder textkritische Bewertung der Textzeugen mit der Masora parva und magna dieses Codex ohne deren Ergänzung durch andere Masora. Der Apparat ist viergeteilt:
- Antike Übersetzungen;
- Schriftrollen vom Toten Meer und frühe rabbinische Literatur;
- Mittelalterliche aschkenasische Handschriften in Auswahl;
- Mittelalterliche orientalische Handschriften und frühe Drucke des tiberiensischen Texttyps (darunter die Rabbinerbibel 1525).

Das heißt, die Literatur des hellenistischen Judentums, die frühchristlichen und samaritanischen Quellen sind im Apparat nicht erfasst. Von der Hebrew University Bible liegen Editionen der Hinteren Propheten vor: Jeschaʿjahu (1995), Jirmejahu (1997), Jechezkeʾl (2004).
Die beste moderne Edition eines traditionellen Tanach mit Targumen, Masora und Kommentaren bietet das von Menachem Cohen (Bar-Ilan-Universität, Ramat Gan) initiierte Mikra'ot Gedolot-Haketer-Projekt (ab 1996); es legt für den Bibeltext den Codex von Aleppo zugrunde.

### Eklektische Edition
Das von Ronald Stephen Hendel initiierte Oxford Hebrew Bible Project strebt für jedes Buch des Tanach die Rekonstruktion der ältesten erreichbaren Textgestalt (textual archetype) an. Es ist in seinem Ansatz mit dem Göttinger Septuaginta-Unternehmen vergleichbar. Wenn in der Antike mehrere Editionen eines biblischen Buches existierten, sollen diese in Spalten nebeneinander geboten werden. Um die hebräische Vorlage von Septuaginta-Texten zurückzugewinnen, ist eine Rückübersetzung erforderlich.
Als erster Band der Serie The Hebrew Bible: A Critical Edition erschien 2005 Mischle.

## Auslegungsgeschichte

### Rabbinische Hermeneutik
Die rabbinische Hermeneutik unterschied sich von älterer jüdischer Schriftauslegung, indem sie den genau fixierten Konsonantentext als Abfolge von Schriftzeichen voraussetzte. Die Tora, aber auch der Tanach insgesamt, war für die Rabbinen ein „vollkommener Text in vollkommener Sprache“ (Günter Stemberger). Auch der rabbinische Ausleger ging vom einfachen Sinn des Textes aus, so wie die Masoreten ihn vokalisiert und abgeteilt hatten. Aber er war nicht darauf beschränkt und konnte zum Beispiel Wörter neu vokalisieren, in dem Konsonantenkontinuum die Grenzen von Wörtern oder Sätzen verschieben oder Buchstaben als Zahlzeichen lesen (Gematrie). Der Text hatte legitimerweise nicht eine, sondern viele Bedeutungen. Ein Netz von Querbezügen ließ sich im Tanach entdecken. Hinzu kam das Spiel mit der hebräischen Sprache. Dass sie eine Entwicklung durchlaufen hatte, war bekannt; diese Veränderungen waren aber nach rabbinischer Hermeneutik von Gott bereits intendiert, und so konnten Wortbedeutungen oder grammatische Züge des späteren Hebräisch zur Interpretation des als zeitlos betrachteten Konsonantentextes genutzt werden. Dieser kreative Umgang mit dem heiligen Text war möglich, weil die Tradition als Korrektiv diente und den Richtungssinn der Auslegung vorgab. Ein weiteres Korrektiv bestand darin, mehrere Auslegungen mit Nennung des jeweiligen Autors nebeneinanderzustellen, so dass keine Interpretation absolut gesetzt wurde.
Kennzeichen der Rabbi Jischmael und seiner Schule zugeschriebenen Kommentare (Mechilta zu Exodus, Sifrei zu Numeri) ist es, dass „die Schrift“ aktiv ist und den Ausleger anregt; „die Schrift“ zeigt auch selbst die Regeln auf, nach denen sie auszulegen ist. Bei den Kommentaren der Schule Rabbi Akivas (Sifra zu Levitikus, Sifrei zu Deuteronomium) sind außerbiblische Traditionen von besonderem Interesse, und „die Schrift“ tritt etwas zurück.

### Zwischen Peschat und Derasch
Herausgefordert durch die strikt auf den Wortsinn bezogene Exegese karäischer Gelehrter, stand die jüdische Bibelexegese im Mittelalter in einer fruchtbaren Spannung zwischen dem schlichten Wortsinn des Bibeltextes (Peschat) und den überkommenen erbaulichen Deutungen (Derasch). Raschi verband beides; seine Popularität verdankte er den traditionellen Midraschim, die er zusammen mit nützlichen Worterklärungen in seine Kommentare integrierte, während seine Angaben zum Peschat mehr von Gelehrten rezipiert wurden. Zur nordfranzösischen Schule der jüdischen Exegese gehörten Angehörige und Schüler Raschis wie Josef Qara, Samuel ben Meir und Eliezer von Beaugency, die sich strikter als Raschi selbst auf den Peschat konzentrierten. Hauptvertreter der spanischen Exegetenschule war Abraham ibn Esra, der auch philosophisch interessiert war. Im Vorwort seines Tora-Kommentars grenzte er sich von der älteren unsystematischen Exegese, der karäischen, der christlichen und der zu stark am Derasch orientierten jüdischen Exegese in christlichen Ländern ab und kündigte programmatisch an, als unabhängiger Denker grammatische Probleme mit Vorrang zu behandeln und strikt beim Wortsinn zu bleiben. Maimonides verfasste keinen Bibelkommentar. Aber er interpretierte den Tanach philosophisch und wandte dazu die allegorische Methode an. Damit löste er eine Kontroverse aus, da zentrale Glaubensinhalte des Judentums wie die Sinai-Offenbarung in Frage gestellt erschienen. Mehrere spätmittelalterliche Exegeten (wie Levi ben Gershon) boten beides: einen philologischen und einen philosophischen Kommentar. Nachmanides setzte sich in seinem weit rezipierten Torakommentar kritisch mit Raschi und Ibn Esra auseinander. Ihn kennzeichnet eine typologische Auslegung, so präfigurieren Ereignisse im Leben der Patriarchen Stationen in der Geschichte des jüdischen Volkes. Nachmanides war auch Kabbalist, deutete die mystisch-esoterische Auslegung allerdings nur an, da dieses Wissen nur mündlich vermittelt werden sollte und sein Kommentar für eine meist unkundige Leserschaft bestimmt war. Isaak Abrabanel brachte Impulse der Renaissance in die jüdische Exegese ein und eröffnete die Kommentierung jeder Textpassage mit Aufzählung der Probleme, denen er sich im Folgenden widmen werde. Auch Obadja ben Jacob Sforno war in seinen Kommentaren durch Renaissance und Humanismus geprägt.

### Haskala, Reform, Neoorthodoxie
Mit dem 16. Jahrhundert änderte sich infolge der Reformation die Bibelhermeneutik im Christentum. Auf den jüdischen Umgang mit dem Tanach blieb das aber ohne größere Auswirkungen, dieser folgte bis ins 18. Jahrhundert den im Mittelalter geprägten Zugängen. Der deutsch-jüdische Philosoph Moses Mendelssohn stellte sich mit seiner Kommentierung biblischer Schriften in die Tradition früherer philosophischer Bibelkommentare; er verstand Peschat und Derasch als primäre und sekundäre Bedeutung eines Textes und argumentierte, dass diese verschiedenen Bedeutungsebenen jeder Sprache eigentümlich seien. Die zeitgenössische protestantische Bibelkritik war für ihn wie für andere Vertreter der Haskala unwichtig. Erst im 19. Jahrhundert zeigten einige Gelehrte wie Leopold Zunz, Nachman Krochmal und Samuel David Luzzatto ein sehr vorsichtiges Interesse. Sie unterschieden dabei zwischen der Tora, die als Zentrum jüdischer Glaubenspraxis jeder kritischen Forschung entzogen war, und den Neviʾim und Ketuvim, wo Fragen der Autorschaft oder mögliche Textverderbnisse diskutiert werden konnten. Abraham Geiger legte mit Urschrift und Übersetzungen der Bibel (1857) Überlegungen zur historischen Entwicklung des Bibeltextes vor; er vermutete mit Bezug auf die antiken Übersetzungen, dass der protomasoretische Text veränderbar war und erst später von den Masoreten vereindeutigt wurde. Damit trat er auch zeitgenössischen christlichen Klischees über das von ihnen sogenannte „Spätjudentum“ entgegen, das als erstarrt und unflexibel verstanden wurde. Im innerjüdischen Diskurs warb Geiger mit dem Argument, Traditionen seien wandelbar, um die Akzeptanz von Reformen. Einige Führungspersönlichkeiten des Reformjudentums rezipierten Thesen der protestantischen Bibelkritik, zum Beispiel David Einhorn und Kaufmann Kohler. Andere prominente nicht-orthodoxe Gelehrte wie Zacharias Frankel und Heinrich Graetz lehnten die Bibelkritik ab. Für das Orthodoxe Judentum des 19. Jahrhunderts lag die Bibelkritik außerhalb des eigenen Interesses; eine Ausnahme war David Hoffmann, der die Einheitlichkeit des Pentateuch verteidigte und die literarkritischen Thesen in Frage stellte, insbesondere die Spätdatierung der Priesterschrift.

### 20./21. Jahrhundert
Die wissenschaftliche Beschäftigung mit der Hebräischen Bibel war bis ins frühe 20. Jahrhundert den Alttestamentlern an den (christlichen) Theologischen Fakultäten vorbehalten; Juden konnten hier keine Lehrstühle erhalten und sich nur an den Rändern des Fachbereichs, etwa als Orientalisten, überhaupt beteiligen. Dies änderte sich nach dem Zweiten Weltkrieg in den Vereinigten Staaten und Israel. In den Vereinigten Staaten stand die biblische Exegese nun an allen größeren Universitäten jüdischen Studenten und Wissenschaftlern offen. Ob jüdische und christliche exegetische Beiträge seitdem überhaupt unterscheidbar sind, ist eine offene Frage; tendenziell zeigen jüdische Bibelwissenschaftler eine größere Nähe zum Masoretischen Text und ein größeres Interesse an der vormodernen jüdischen Auslegungstradition.

## Jüdische Übersetzungen des Tanach ins Deutsche (Auswahl)

### Moses Mendelssohn

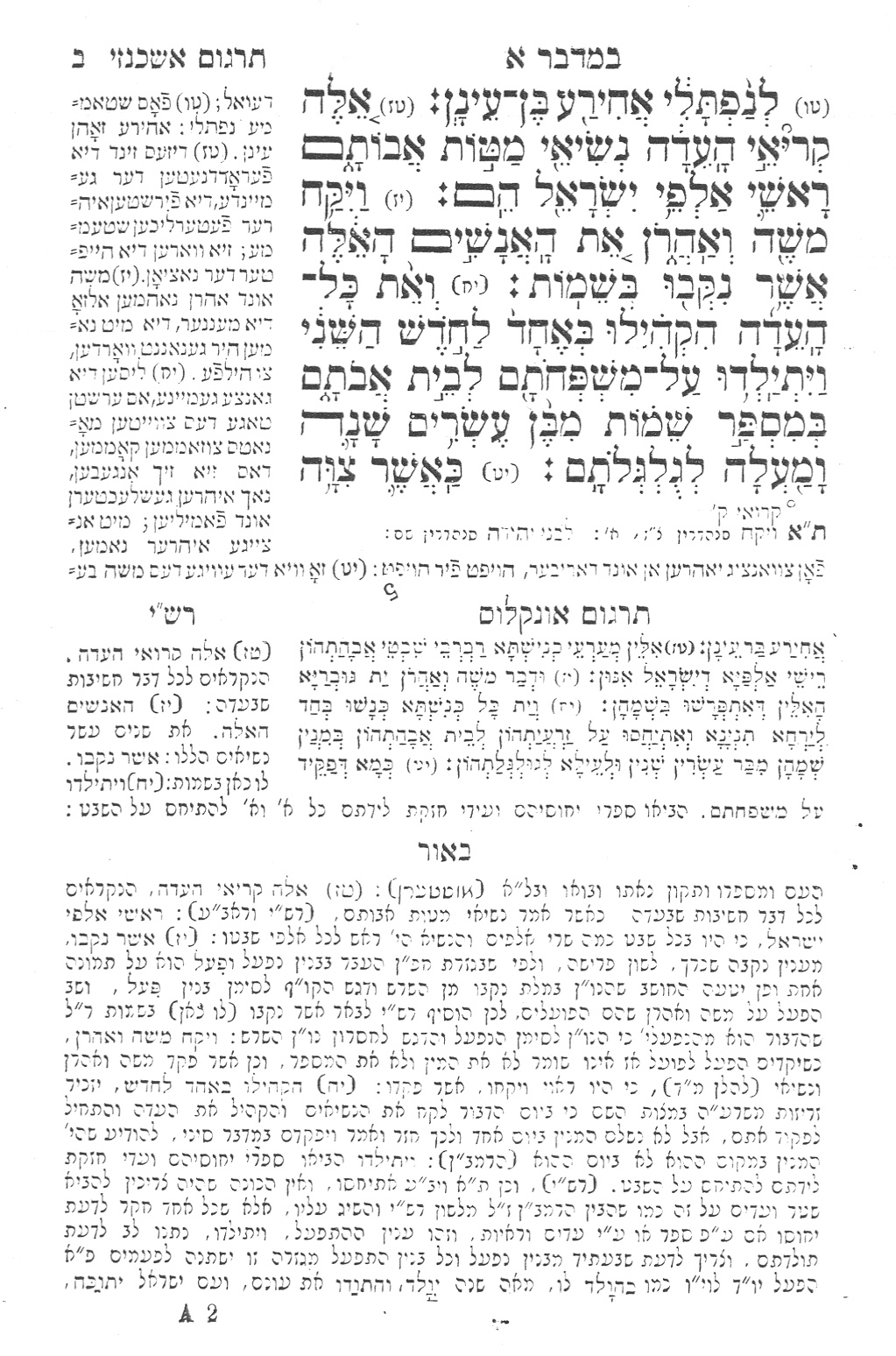
Eine Seite aus Mendelssohns Biʾur

Mit seiner Bibelübersetzung, der er einen Kommentar beigab, verfolgte Moses Mendelssohn volkspädagogische Zwecke. Die Leser sollten klassische jüdische Bibelkommentare kennenlernen, aber auch mit der neuhochdeutschen Sprache besser vertraut werden. Der deutsche Text wurde in hebräischer Schrift gedruckt. Zuerst erschien Kohelet (1770), dann die fünf Bücher der Tora (1783), Tehillim (1785/91) und Schir haSchirim (1791). Nach Mendelssohns Tod führten Mitarbeiter sein Werk weiter, das in den 1830er Jahren abgeschlossen wurde und seitdem zahlreiche Neuauflagen erlebte. Es wurde bekannt als Biʾur (eigentlich: „Kommentar“), der Titel lautete aber ספר נתיבות השׁלום Sefer Netivot haSchalom „Buch der Pfade zum Glück“ (vgl. Spr 3,17 ). Sprachlich orientierte sich Mendelssohn an der Lutherbibel, achtete aber darauf, christliche Interpretationen, die Luther in seine Übersetzung einfließen ließ, nicht zu übernehmen.
Das Foto zeigt den Aufbau des Werks: In Fettdruck und großer Schrift erscheint der hebräische Bibeltext aus dem Buch Bamidbar (Num 1,15–18 ). Links daneben liest man Mendelssohns Übersetzung ins Deutsche (תרגום אשׁכנזי Targum ʾAschkenasi); unter dem hebräischen Text erscheint die Übersetzung ins Aramäische (תרגום אונקלוס Targum ʾOnkelos), unter Mendelssohns deutscher Übersetzung der Kommentar von Raschi (רשׁ״י) und ganz unten Mendelssohns eigene Erläuterungen (באור Biʾur).

### Leopold Zunz
Die vier und zwanzig Bücher der heiligen Schrift. Nach dem masoretischen Texte war der Titel einer Bibelübersetzung, die von Leopold Zunz 1838 herausgegeben wurde. Zunz selbst übersetzte nur Divre haJamim; der Orientalist Julius Fürst trug die Übersetzung der teilweise aramäischen Bücher Danijʾel und ʿEzraʾ bei. Den größten Teil der Übersetzungsarbeit teilten sich der Prager Rabbiner Michael Sachs und der bis dahin wenig bekannte Autodidakt Heymann Arnheim. Kennzeichen der Zunz-Bibel, die bis 1935 siebzehn Auflagen erlebte, war die Nachahmung der hebräischen Syntax im Deutschen, so weit das möglich war, und die Wiedergabe von Orts- und Personennamen in ihrer hebräischen Form.

### Ludwig Philippson
Die Bibelübersetzung des liberalen Rabbiners Ludwig Philippson (1839/54) stellte teilweise einen Gegenentwurf zur Zunz-Bibel dar. Philippson lehnte Zunz’ hebraisierende Syntax ab. Er gab seiner Bibelübersetzung zahlreiche Darstellungen archäologischer Funde (vor allem aus Ägypten) als Illustrationen bei, ebenso wie künstlerische Darstellungen biblischer Stoffe. Sein Vorbild war die Pictoral Bible von John Kitto (London 1836/38). Die revidierte Fassung von 1874 erschien unter dem Titel Prachtbibel für Israeliten und enthielt 154 Illustrationen von Gustave Doré. Mit der (protestantisch dominierten) zeitgenössischen Bibelwissenschaft setzte sich Philippson in seinen Kommentaren zum Bibeltext auseinander, meist kritisch; so lehnte er die seit Julius Wellhausen übliche Ansicht, die Propheten seien früher als das mosaische Gesetz (lex post prophetas) entschieden ab, schrieb den Pentateuch Mose als Autor zu und sah in den Propheten religiöse Heroen, welche sich dem Sittenverfall des Volkes entgegenstellten.

### Franz Rosenzweig, Martin Buber
Ab 1925 erschien die Verdeutschung des Tanach von Franz Rosenzweig und Martin Buber, die nach Rosenzweigs Tod 1929 von Buber allein weitergeführt und 1961 abgeschlossen wurde. Sie ist durch ihren „Leitwortstil“ gekennzeichnet, der eine Besonderheit des hebräischen Textes im Deutschen nachbildet.

### Naftali Herz Tur-Sinai
Im Umkreis der Jüdischen Gemeinde zu Berlin begann 1924 eine Übersetzung des Tanach durch eine Bibelkommission, an der unter anderem Erich Auerbach, Max Dienemann, Benno Jacob und Max Wiener beteiligt waren. Naftali Herz Tur-Sinai (Harry Torczyner) redigierte den Text. Diese jüdische Bibel erschien 1935/37. Tur-Sinai, der 1933 ins damalige Britische Mandatsgebiet Palästina emigriert war, gab 1954 in Jerusalem eine überarbeitete Version dieser Bibelübersetzung heraus.

## Rezeption im Christentum

### Hebräische Bibel

#### Antike
Jesus von Nazareth und seine Anhänger in Judäa und Galiläa kannten Texte aus Tora, Neviʾim und Ketuvim wahrscheinlich im hebräischen Original und aramäischer Übersetzung. Die ersten Schriften der Jesusbewegung waren aber auf Griechisch abgefasst. Obwohl sie sich mehrheitlich an eine Leserschaft mit nichtjüdischem Hintergrund wandten, argumentierten sie mit Zitaten aus den heiligen Schriften des Judentums. Diese wurden in der Regel nach der Septuaginta zitiert, manchmal wohl auch ungenau aus dem Gedächtnis. „Gelegentlich lässt sich feststellen, dass die Zitate … stärker dem hebräischen als dem griechischen Text entsprechen …. Der Grund dafür kann sein, dass einem Autor der hebräische Text bekannt war und er seine griechische Fassung diesem annäherte.“ Hebräischkenntnisse sind beispielsweise dem Verfasser des Matthäusevangeliums zuzutrauen. Paulus von Tarsus dagegen war ein eifriger Leser der Septuaginta; diese kann mit Bezug auf Röm 15,4  geradezu als sein Lehrbuch bezeichnet werden. Das bedeutet zum Beispiel, dass er in Gal 3,14  mit Dtn 27,26  argumentiert, dabei aber den Septuaginta-Wortlaut voraussetzt (Überschüsse gegenüber dem masoretischen Text kursiv): „Verflucht (sei) jeder Mensch, der nicht in allen Worten dieses Gesetzes bleibt, indem er sie tut.“ Und im Bezug auf den Römerbrief stellt Hans Hübner fest: „Es ist keine Übertreibung zu sagen, dass das richtige Verständnis des Briefes ein intensives Studium der Septuaginta voraussetzt: vor allem Genesis, Deuteronomium und Psalmen, aber auch Deutero- und Tritojesaja.“
Die Septuaginta war die heilige Schrift des frühen Christentums. Die meisten frühchristlichen Autoren waren der Meinung, es handle sich um eine getreue, ja göttlich inspirierte Übersetzung des hebräischen Originals. Das ersparte auch die Mühe, selbst hebräisch zu lernen. Neuere jüdische Übersetzungen ins Griechische, die enger am protomasoretischen Text blieben (Aquila, Symmachus, Theodotion) irritierten kirchliche Autoren und standen bei ihnen im Verdacht, tendenziöse Verfälschungen zu sein. Wenn sie einräumen mussten, dass diese Übersetzungen dem in der Synagoge gebrauchten hebräischen Text näher standen, so hieß das aus ihrer Perspektive nur, dass der in der Synagoge gebrauchte hebräische Text sich vom ursprünglichen hebräischen Text (der in der Übersetzung der Septuaginta erhalten geblieben war) unterschied, also verfälscht worden war.
Origenes war der erste christliche Gelehrte, der sich dem Problem der Unterschiede zwischen Septuaginta und protomasoretischem Text wirklich stellte. So weit sein fragmentarisch erhaltenes Werk einen Gesamteindruck noch zulässt, scheint er daran festgehalten zu haben, dass die Septuaginta eine getreue Übersetzung des hebräischen Textes gewesen sei. Er nahm aber an, dass die zu seiner Zeit umlaufenden Septuaginta-Handschriften Fehler enthielten, und hielt Aquila, Symmachus und Theodotion ebenso wie den masoretischen Text für hilfreich, um solche seiner Meinung nach korrumpierten Stellen in Septuaginta-Handschriften berichtigen zu können. Dabei blieb er aber sehr zurückhaltend.
Die kirchlichen Autoren, die nach Origenes schrieben, gingen kaum über Origenes hinaus. „Der hebräische Text war für sie ohne praktische Bedeutung, sie nutzten die neueren griechischen Übersetzungen nur selten für ein besseres Verständnis des biblischen Textes, und sie verwandten kaum einen Gedanken auf die Frage, was die hebräische Vorlage der Septuaginta gewesen war.“ Epiphanios von Salamis, der Hebräischkenntnisse hatte, räumte ein, dass die Septuaginta-Übersetzer sich im Interesse eines guten griechischen Stils Freiheiten genommen hatten; das sei aber inhaltlich ohne Belang. In der antiochenischen Exegetenschule (Eusebios von Emesa, Diodoros von Tarsos und Theodor von Mopsuestia) wurde die Priorität des hebräischen Bibeltextes betont. Eusebios, der Hebräisch selbst nicht beherrschte, nutzte eine Übersetzung ins Syrische, eine dem Hebräischen verwandte Sprache. Theodor verwarf den Gebrauch der syrischen Übersetzung als Irrweg, der einzige Zugang zum hebräischen Text ging für ihn über die Septuaginta.

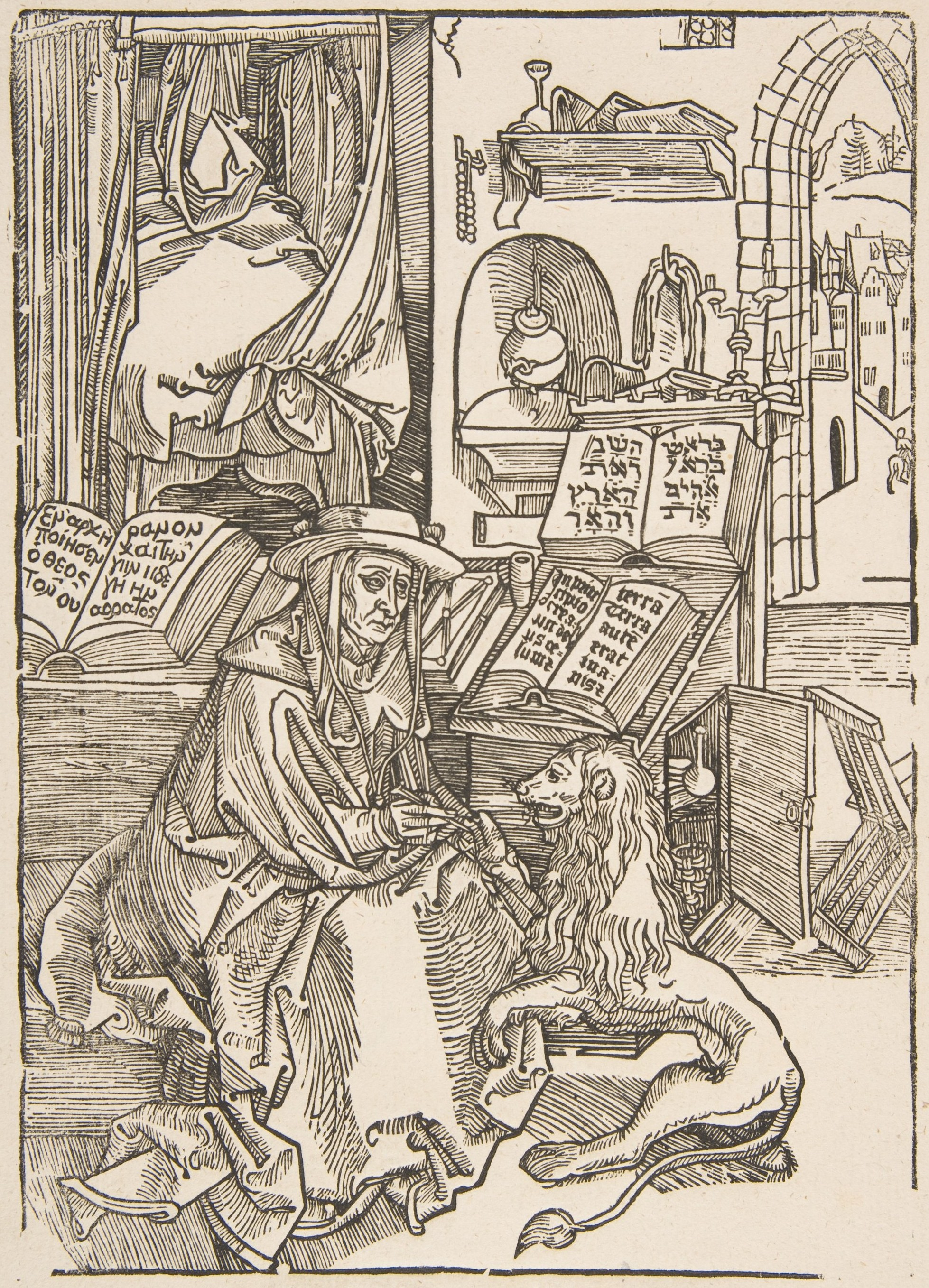
Hieronymus beim Übersetzen. Er arbeitet mit dem hebräischen Text, die griechische Version hat er zur Seite gelegt (Albrecht Dürer: Hieronymus, 1492, Metropolitan Museum of Art)

Mit Hieronymus erfolgte ein Neubeginn im christlichen Umgang mit der hebräischen Bibel. Er hielt den hebräischen Text bis auf Kleinigkeiten für zuverlässig, die Septuaginta hingegen für unzuverlässig. Er behauptete, die Bibelzitate im Neuen Testament bestätigten den hebräischen Wortlaut, sie seien nie nach der Septuaginta zitiert. Das war eigentlich leicht zu widerlegen, wurde aber aufgrund der Autorität des Hieronymus akzeptiert.
Mit seiner Übersetzung biblischer Texte aus dem Hebräischen ins Lateinische stieß Hieronymus bei kirchlichen Autoren seiner Zeit (Theodor von Mopsuestia, Rufinus von Aquileia) auf Misstrauen und Ablehnung. Auch Augustinus von Hippo hielt gegen Hieronymus an der Septuaginta (und deren Übersetzung ins Lateinische) fest. Dabei brachte er das neue Argument, dass die Septuaginta-Übersetzer, wo sie vom hebräischen Text abwichen, nicht etwa irrten, sondern göttlich inspiriert prophezeiten. Augustinus hatte mit Hieronymus’ Übersetzung aus dem Hebräischen ins Lateinischen zwei Probleme: Damit wurde der gemeinsame Bibeltext der damaligen Christenheit (Septuaginta und Tochterübersetzungen) aufgegeben, und niemand hatte die Kompetenz, Hieronymus’ Übersetzungsentscheidungen nachzuprüfen.

#### Mittelalter und Frühe Neuzeit

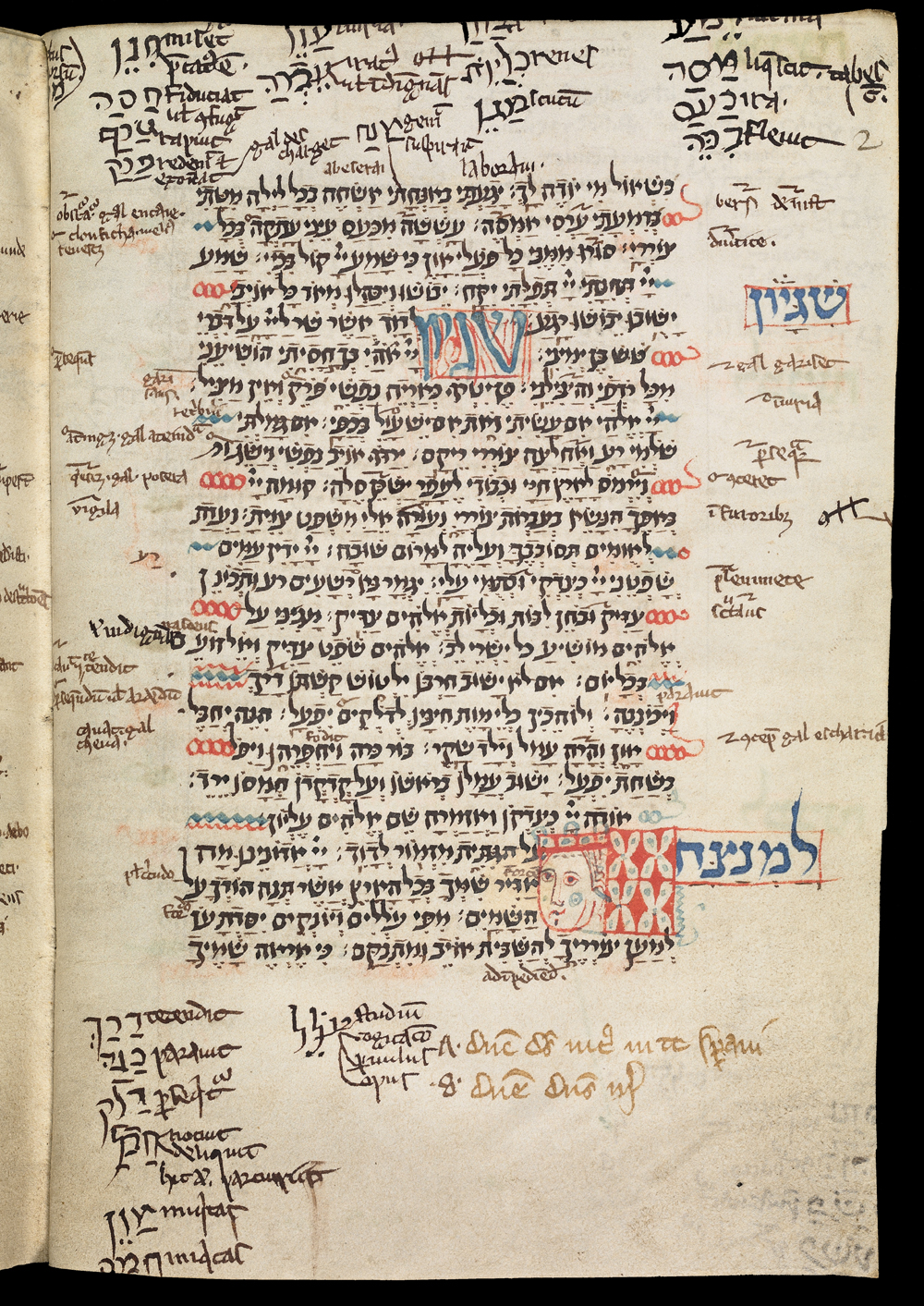
Sefer Tehillim mit christlichen Glossen in lateinischer und französischer Sprache. England, frühes 13. Jahrhundert (MS. Bodl. Or. 621, fol. 3a)

Die Autoren der Alten Kirche waren der Überzeugung, dass Hebräisch die Ursprache der Menschheit und die Sprache der göttlichen Offenbarung sei; dies verband sich aber mit Ablehnung des zeitgenössischen Judentums, das den hebräischen Bibeltext tradierte. Im Mittelalter wurde diese ambivalente Haltung zum Tanach fortgesetzt. Doch es gab einzelne christliche Exegeten, die bei Rabbinen Unterricht nahmen, um die hebräische Bibel lesen zu können: Andreas von St. Viktor, Herbert von Bosham und vor allem Nikolaus von Lyra. Das Konzil von Vienne (1312) forderte Hebräischunterricht an den Universitäten. Dies wurde kaum umgesetzt, aber in der frühen Neuzeit aufgegriffen.
Hebräisch-Lehrstühle entstanden an zahlreichen Universitäten. Auch wenn nur ein Bruchteil der jeweiligen Studenten ausreichende Sprachkenntnisse erwarb, konnten im 16. Jahrhundert zum ersten Mal in der Kirchengeschichte eine größere Anzahl Christen den Tanach lesen, und durch den Buchdruck stand dieser auch relativ problemlos zur Verfügung. Mit den Rabbinerbibeln wurden auch klassische jüdische Kommentare wie Raschi und Kimchi rezipiert.
Die Frage der Qualität des masoretischen Textes, der Septuaginta und der Vulgata wurde infolge gewachsener Sprachkenntnisse unter Humanisten breit diskutiert. Agostino Steuco verteidigte 1529/31 die Integrität des Vulgatatextes, während Richard Wakefield 1530 für die hohe Qualität des masoretischen Textes eintrat. Das Thema geriet ab etwa 1560 in die konfessionellen Auseinandersetzungen zwischen Lutheranern, Reformierten und Katholiken. Der katholische Kontroverstheologe Wilhelm Lindanus nutzte die These, der masoretische Text sei von jüdischen Tradenten korrumpiert worden, 1558 zum Angriff auf den Protestantismus; ein anderer katholischer Hebraist, Johannes Isaac, vertrat gegen Lindanus 1559 die Integrität der hebräischen Bibel.
Der Basler Hebraist Johann Buxtorf der Ältere vertrat die These, dass die Masora bis auf die Zeit des biblischen Autors Esra zurückgehe und die Vokalisierung des hebräischen Konsonantentextes sogar schon am Sinai übermittelt worden sei. Joseph Justus Scaliger hielt die Masora zwar für Menschenwerk, sie dokumentiere aber die extrem große Sorgfalt der jüdischen Kopisten und damit die Zuverlässigkeit des hebräischen Bibeltextes.

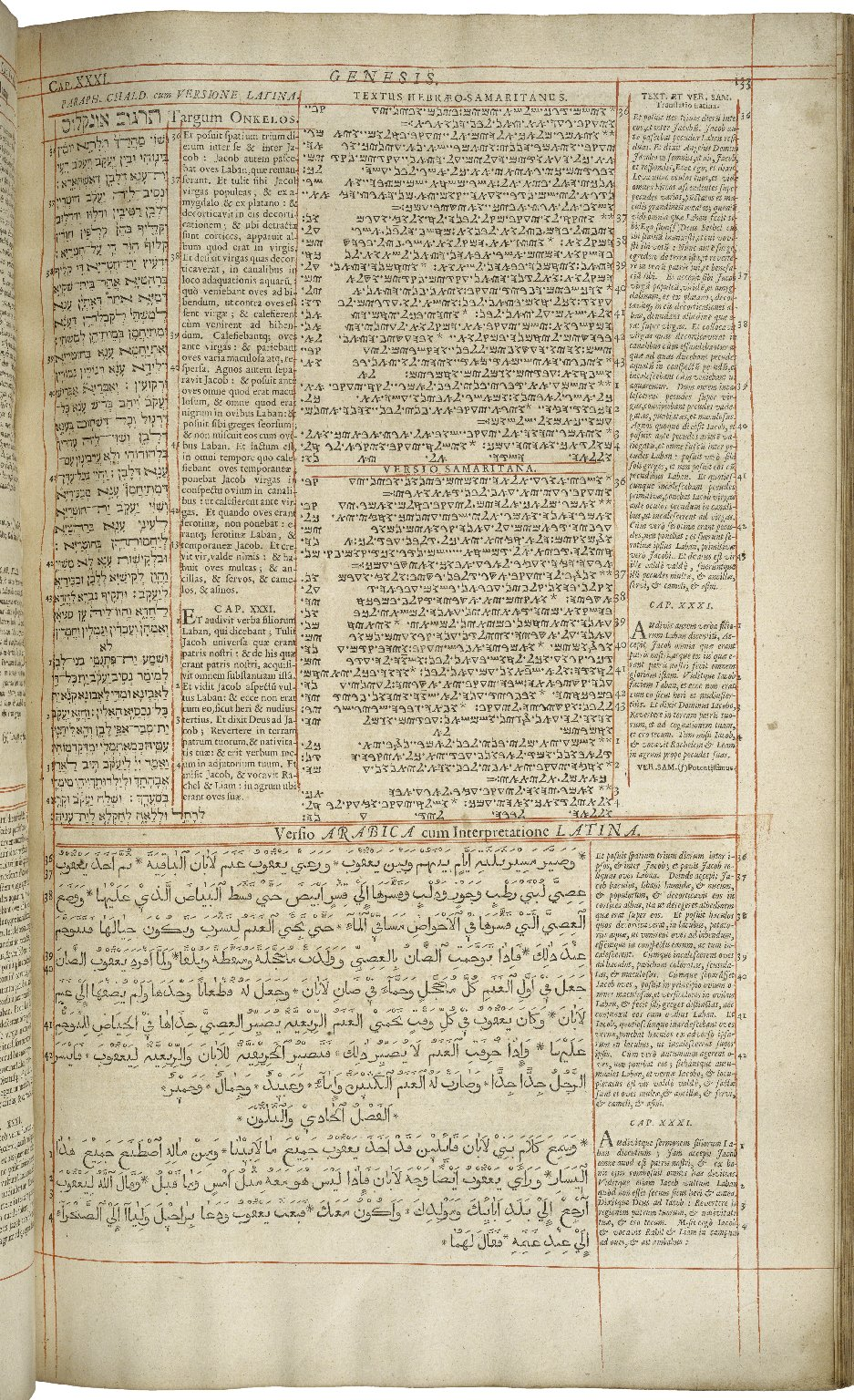
Eine Seite der Londoner Polyglottbibel (1657) mit dem Text des samaritanischen Pentateuch und dessen lateinischer Übersetzung

Im siebzehnten Jahrhundert nahmen Handelskontakte und Reisen ins Osmanische Reich zu. Nun wurden syrische und arabische Übersetzungen des Tanach für europäische Exegeten zugänglich, vor allem aber der Samaritanische Pentateuch. Der italienische Forschungsreisende Pietro della Valle hatte 1616 in Damaskus eine aus dem Jahr 1345 stammende Handschrift des Samaritanus erworben. Der französische Botschafter in Konstantinopel, Achille de Harlay de Sancy, brachte sie 1621 nach Paris. Ihr Text wurde in der Pariser und der Londoner Polyglotte (Foto) zusammen mit dem samaritanischen Targum in samaritanischer Schrift abgedruckt. Die Rezeption des Samaritanus war von zeitgenössischen katholisch-evangelischen Kontroversen bestimmt. Die evangelische Dogmatik betrachtete den masoretischen Text als inspiriert und durch eine zuverlässige Tradentenkette bis in die eigene kirchliche Gegenwart überliefert. Ein abweichender hebräischer Text konnte daher nur falsch sein. Katholische Autoren bewerteten die Qualität des samaritanischen Textes höher und hielten Textverderbnisse in der jüdischen Überlieferung eher für möglich.
Europäische Forschungsreisende brachen seit dem 17. Jahrhundert in den Orient auf. Man hoffte, Origenes’ Hexapla in einem orientalischen Kloster aufzufinden, aber vergeblich. Auf äthiopische Manuskripte des Alten Testaments richteten sich ebenfalls große Erwartungen. Aber sie erwiesen sich als abhängig von der Septuaginta.
Im Auftrag des Erzbischofs von Canterbury baute Benjamin Kennicott ab 1758 ein europaweites Netzwerk von Mitarbeitern und Unterstützern auf, um alte Tanach-Handschriften aufzuspüren und deren Konsonantentext zu kollationieren. Kennicott nahm an, dass es einen perfekten, von Gott geoffenbarten Text gegeben habe, der im Laufe der Überlieferung entstellt worden sei. Dieser perfekte Text sollte durch Handschriftenvergleich wiederhergestellt werden. Der 1705 von Everard van der Hooght in Amsterdam gedruckte Tanach war der Referenztext, jede Abweichung der Handschriften wurde notiert. 615 Handschriften und 52 frühe Drucke wurden ausgewertet. Die Ergebnisse veröffentlichte Kennicott in dem zweibändigen Werk Vetus Testamentum Hebraicum cum variis lectionibus (1776/80). Trotz des erheblichen Aufwands blieb der textkritische Ertrag relativ gering. Unter den Kritikern des Projekts war der deutsche Orientalist Johann David Michaelis; er hielt Kennicotts pauschale Entwertung der Masoreten für falsch.

### Altes Testament als Teil der christlichen Bibel
Die frühen Christen übernahmen die heiligen Schriften des Judentums in Gestalt der griechischen Septuaginta. Mitte des zweiten Jahrhunderts unterschied Marcion den Gott des alten Testaments von dem des sich heranbildenden Neuen Testaments und wies daher das Alte Testament zurück. Die Kirche setzte jedoch die Aufnahme des AT in den christlichen Bibelkanon durch und bekämpfte Marcions Bewegung als häretisch.
Bei den wichtigsten christlichen Septuaginta-Handschriften zeigen sich drei Hauptteile: Geschichtliche, prophetische und poetische Bücher. Die geschichtlichen Bücher stehen immer am Anfang, die Reihenfolge der beiden anderen Teile wechselt.
Anders als in der jüdischen Tradition lesen die Christen die fünf Bücher Mose hauptsächlich als geschichtliche Zeugnisse des Volkes Israel und weniger als aktuelle Lehre oder Unterweisung. Ausnahmen bilden die Zehn Gebote und frühen Verheißungen an die Erzväter. Weiterhin deuteten die Kirchenväter viele messianischen Weissagungen der Propheten Israels, Psalmgebete und Schöpfungserzählungen allegorisch oder typologisch als Hinweise auf das Kommen Jesu Christi.
Die Bezeichnung „Altes Testament“ geht auf die Rede vom „Alten“ und „Neuen“ Bund im Brief an die Hebräer zurück. Sie wurde in der Vergangenheit oft als Ablösung des Bundes Gottes mit Israel durch das neue Gottesvolk, die Kirche, aufgefasst, so dass „alt“ als „veraltet“ oder „überholt“ gedeutet wurde. Damit war die „theologische Enteignung“ des Judentums in der Substitutionstheologie verbunden. Um diese traditionelle Abwertung zu vermeiden, nennen manche Christen, Theologen und Kirchen den Tanach bzw. das AT heute Erstes Testament oder Hebräische Bibel. Damit grenzen sie sich vom christlichen Antijudaismus ab und betonen die gemeinsame Grundlage beider Religionen. Denn das NT verkündet den „neuen Bund“ als endgültige Bekräftigung des ersten Bundes Gottes mit seinem Volk Israel (Röm 11,2 ), der wie im Tanach verheißen alle übrigen Völker einschließe (zum Beispiel Apg 2,16 , Joh 4 ). An der lebendigen Beziehung des einen Gottes zu seinem zuerst und bleibend erwählten Volk halten bekennende Juden und Christen nach der Erfahrung des Holocaust gemeinsam fest.
Wesentliche Kernbestandteile der Tora sind in das kulturelle Erbe der Neuzeit eingegangen: Dazu gehören vor allem der Dekalog und die Menschenwürde jedes Einzelnen. Sie wird im Tanach mit der Befreiung Israels aus der in der Antike allgemein üblichen Sklaverei, die als Erwählung eines Volkes zum Segen für alle Völker verstanden wird, und der Gottebenbildlichkeit des Menschen begründet.

### Wissenschaftliche Ausgaben
- Biblia Hebraica Stuttgartensia. Diverse Ausgaben. Deutsche Bibelgesellschaft, Stuttgart, ISBN 978-3-438-05218-6.
- Biblia Hebraica Quinta. Ist noch im Erscheinen. Teillieferungen: kartoniert; 1. Megilloth (Fasc. 18, 2004), ISBN 978-3-438-05278-0; 2. Ezra and Nehemiah (Fasc. 20, 2006), ISBN 978-3-438-05280-3; 3. Deuteronomy (Fasc. 5, 2007), ISBN 978-3-438-05265-0; 4. Proverbs (Fasc. 17, 2008), ISBN 978-3-438-05277-3; 5. The twelve minor Prophets (Fasc. 13, 2010), ISBN 978-3-438-05273-5; 6. Judges (Fasc. 7, 2011), ISBN 978-3-438-05267-4, 7. Genesis (Fasc. 1, 2015), ISBN 978-3-438-05261-2.

### Jüdische Übersetzungen ins Deutsche
Vollständige Übersetzungen
- Naftali Herz Tur-Sinai: Die Heilige Schrift. (1935–1937) 1. Auflage, Brockhaus, Witten 2013, ISBN 978-3-417-25180-7.
- Martin Buber, Franz Rosenzweig: Die Schrift Verdeutscht – mit Bildern von Marc Chagall. (1961). Gütersloher Verlagshaus, Gütersloh 2007, ISBN 978-3-579-06448-2.
- Leopold Zunz: Die Heilige Schrift: Tanach. Torah – Newiim – Ketuwim. Die vierundzwanzig Bücher der Heiligen Schrift. Hebräisch-Deutsch. Nach dem Masoretischen Text. Goldschmidt, Basel 1997, ISBN 3-85705-042-X.
- Ludwig Philippson: Die Philippson-Bibel: Tora – Propheten – Schriften. Hrsg.: Walter Homolka, Hanna Liss, Rüdiger Liwak. Herder, Freiburg/Basel/Wien 2021, ISBN 978-3-451-39036-4.

Teilübersetzungen
- Annette M. Böckler (Hrsg.): Die Tora. Die fünf Bücher Mose in der Übersetzung von Moses Mendelssohn. Mit den Prophetenlesungen im Anhang. (1783). Jüdische Verlagsanstalt, Berlin 2004, ISBN 3-934658-10-5.
- Samson Raphael Hirsch: Die fünf Bücher der Tora. Pentateuch mit Haftarot übersetzt und erklärt, neu gesetzt. Der klassische Kommentar des deutschen orthodoxen Judentums, Deutsch, Hebräisch. (1867–1873). Fünf Bände. Morascha, Basel/Zürich 2008–2011, ISBN 978-3-033-02899-9. (Online)
- Samson Raphael Hirsch: Sefer Tehilim – Die Psalmen. Ein klassischer Psalmenkommentar, übersetzt und erläutert. (1883). Morascha, Basel/Zürich 1995. (Online)

### Einführungen
- Marc Zvi Brettler: How to Read the Bible. Jewish Publication Society, Philadelphia 2005, ISBN 978-0-8276-0775-0.
- Alexander Achilles Fischer: Der Text des Alten Testaments. Neubearbeitung der Einführung in die Biblia Hebraica von Ernst Würthwein. Deutsche Bibelgesellschaft, Stuttgart 2009, ISBN 978-3-438-06048-8.
- Jan Christian Gertz (Hrsg.): Grundinformation Altes Testament. 6., überarbeitete und erweiterte Auflage. Vandenhoeck & Ruprecht, Göttingen 2019, ISBN 978-3-8252-5086-7.
- Hanna Liss: Tanach. Lehrbuch der jüdischen Bibel (= Schriften der Hochschule für Jüdische Studien. Band 8). 4., völlig neu überarbeitete Auflage. Universitätsverlag Winter, Heidelberg 2019, ISBN 978-3-8253-6850-0.
- Hanna Liss: Jüdische Bibelauslegung. Mohr Siebeck, Tübingen 2020.
- Johann Maier: Studien zur jüdischen Bibel und ihrer Geschichte (= Studia Judaica. Band 28). De Gruyter, Berlin/New York 2004, ISBN 3-11-018209-2.
- Yosef Ofer: The Masora on Scripture and Its Methods (= Fontes et Subsidia ad Bibliam pertinentes. Band 7). De Gruyter, Berlin/Boston 2019, ISBN 978-3-11-059574-1.
- Kay Joe Petzold: Masora und Exegese. Untersuchungen zur Masora und Bibeltextüberlieferung im Kommentar des R. Schlomo ben Yitzchaq (Raschi) (= Materiale Textkulturen. Band 24). De Gruyter, Berlin/Boston 2019, ISBN 978-3-11-062706-0. (Open Access)
- Konrad Schmid, Jens Schröter: Die Entstehung der Bibel. Von den ersten Texten zu den heiligen Schriften. 2., durchgesehene Auflage. C. H. Beck, München 2019, ISBN 978-3-406-73946-0.
- David Stern: The Jewish Bible: A Material History. University of Washington Press, Seattle/London 2019.
- Erich Zenger: Einleitung in das Alte Testament (= Kohlhammer Studienbücher Theologie. Band 1,1). Kohlhammer, 9. aktualisierte Auflage, hrsg. von Christian Frevel. Stuttgart 2016, ISBN 978-3-17-030351-5.

### Kanon des Tanach
- Peter Brandt: Endgestalten des Kanons. Das Arrangement der Schriften Israels in der jüdischen und christlichen Bibel (= Bonner Biblische Beiträge. Band 131). Philo, Berlin/Wien 2001, ISBN 3-8257-0258-8.
- Timothy H. Lim: The Formation of the Jewish Canon. Yale University Press, New Haven/London 2013, ISBN 978-0-300-16434-3.